# Alfonso XIII de España
Alfonso XIII de España, llamado «el Africano», «Roi chevalier de la charité», «prince de la Pitié» (Rey caballero de la caridad, príncipe de la Piedad, por su labor humanitaria durante la Gran Guerra), «the angel of mercy, charitable war postmaster» (el ángel de la misericordia, caritativo jefe de correos de guerra) (Madrid, 17 de mayo de 1886-Roma, 28 de febrero de 1941), fue rey de España desde su nacimiento hasta la proclamación de la Segunda República Española el 14 de abril de 1931. Asumió personalmente la Corona al cumplir los dieciséis años de edad, el 17 de mayo de 1902.
La inesperada muerte de su padre el rey Alfonso XII el 25 de noviembre de 1885 provocó una crisis que llevó al Gobierno presidido por Práxedes Mateo Sagasta a paralizar el proceso de sucesión a la Corona a la espera de que la viuda del rey, María Cristina de Habsburgo diese a luz, pues estaba embarazada en aquel momento. Cuando el 17 de mayo de 1886 la reina regente dio a luz a un varón, Alfonso XIII, este fue reconocido de inmediato como rey, siendo un caso único en la historia.
Durante su reinado España experimentó cuatro problemas de suma importancia que acabarían con la monarquía liberal: la falta de una verdadera representatividad política de amplios grupos sociales, la pésima situación de las clases populares, en especial las campesinas, los problemas derivados de la guerra del Rif y el catalanismo. Esta turbulencia política y social iniciada con el desastre del 98 impidió que los partidos turnistas lograran implantar una verdadera democracia liberal, lo que condujo al establecimiento de la dictadura de Primo de Rivera, aceptada por el monarca. Con el fracaso político de esta, el monarca impulsó una vuelta a la normalidad democrática con intención de regenerar el régimen. No obstante, fue abandonado por toda la clase política, que se sintió traicionada por el apoyo del rey a la dictadura de Primo de Rivera.
Abandonó España voluntariamente tras las elecciones municipales de abril de 1931, que fueron tomadas como un plebiscito entre monarquía o república. Falleció en Roma, donde fue inicialmente enterrado; sus restos no fueron trasladados al Panteón de los Reyes del Monasterio de El Escorial hasta 1980.

## Biografía

### Regencia de María Cristina
Hijo póstumo de Alfonso XII y María Cristina de Habsburgo-Lorena, nació en el Palacio Real de Madrid. Parece que el nacimiento se adelantó porque cuatro días antes, «desafiando todo género de peligros y las molestias propias de su estado, la Reina» fue «en socorro de las víctimas de un ciclón que el 12» dejó «sin casa a muchas familias de Madrid».
El 22 de mayo, cinco días después de su nacimiento, fue bautizado en la capilla del mismo palacio, por el capellán mayor y arzobispo de Compostela, el cardenal Payá. Le fueron impuestos los nombres de Alfonso León Fernando María Santiago Isidro Pascual Antón, siendo sus padrinos el papa León XIII y su tía paterna la infanta Isabel.
«Cuando se le cayó un diente al Rey Niño, Doña María Cristina le pidió al P. Coloma que escribiera un cuento. Y así nació el Ratón Pérez, que hará las delicias y creará tantas ilusiones». Su madre ejerció la regencia durante su minoría de edad, entre 1885 y 1902.
En 1888 la Reina viajó «con su hijo el Rey a Barcelona, para inaugurar la Exposición Universal. El día de la inauguración la comitiva real atraviesa las calles barcelonesas en coche abierto tirado por ocho caballos, rodeado por la Escolta Real. La Reina ocupa la izquierda del asiento principal; frente a ella, el alcalde de Barcelona, Rius y Taulet; a la derecha de la Reina, Maximina tiene en sus brazos al Rey Niño, de dos años de edad. Esta ama —robusta y sonrosada campesina— alza al Rey para que el pueblo pueda contemplarlo fácilmente. Son indescriptibles las ovaciones que la multitud dedica a su Rey Niño, el cual saluda agitando la manecita: es uno de los primeros gestos que ha aprendido a poco de nacer. Miles de barceloneses, conmovidos, gritan una y otra vez al paso del niño: —¡Viva el Rey!». Al final de la Regencia y poco antes de comenzar su reinado propiamente dicho, España, tras la intervención de los Estados Unidos en 1898 en la guerra colonial, perdió sus últimas posesiones ultramarinas en Cuba, Puerto Rico, Filipinas y Guam en una derrota militar conocida como el desastre del 98.
Ya en el siglo XX, las aventuras coloniales comenzaron nuevamente en la zona norte de Marruecos, que había sido adjudicada a España en los repartos internacionales, lo que conduciría a la sangría de la guerra del Rif.

### Período constitucional del reinado efectivo
En 1902, al cumplir los dieciséis años, Alfonso XIII fue declarado mayor de edad y asumió las funciones constitucionales de jefe de Estado. Durante su reinado visitó todas las provincias españolas y realizó numerosas visitas al extranjero. Entre los primeros países en los que fue recibido se encontraban Alemania, Reino Unido y Francia. Durante esta última visita, Alfonso XIII y el presidente de la República francesa, Émile Loubet, fueron objeto de un atentado en las calles de París, del que salieron ilesos.

En este año me encargaré de las riendas del estado, acto de suma trascendencia tal como están las cosas, porque de mí depende si ha de quedar en España la monarquía borbónica o la república; porque yo me encuentro el país quebrantado por nuestras pasadas guerras, que anhela por un alguien que lo saque de esa situación. La reforma social a favor de las clases necesitadas, el ejército con una organización atrasada a los adelantos modernos, la marina sin barcos, la bandera ultrajada, los gobernadores y alcaldes que no cumplen las leyes, etc. En fin, todos los servicios desorganizados y mal atendidos. Yo puedo ser un rey que se llene de gloria regenerando a la patria, cuyo nombre pase a la Historia como recuerdo imperecedero de su reinado, pero también puedo ser un rey que no gobierne, que sea gobernado por sus ministros y por fin puesto en la frontera. (...) Yo espero reinar en España como Rey justo. Espero al mismo tiempo regenerar la patria y hacerla, si no poderosa, al menos buscada, o sea, que la busquen como aliada. Si Dios quiere para bien de España.
Del diario de Alfonso XIII, 1 de enero de 1902.

Entre el 26 de marzo y el 5 de abril de 1906 visitó Canarias, en la que fue la primera visita real a esta región española.

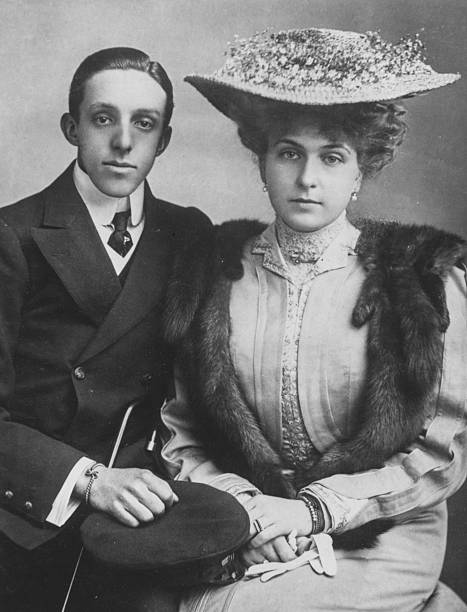
Alfonso XIII y Victoria Eugenia de Battenberg en 1906, el año de su boda.

El 31 de mayo de 1906, se casó con la princesa británica Victoria Eugenia de Battenberg (1887-1969), hija del príncipe Enrique de Battenberg y la princesa Beatriz del Reino Unido. Victoria Eugenia era sobrina del rey Eduardo VII y nieta de la reina Victoria I del Reino Unido. El tratado matrimonial se firmó por duplicado en Londres, el 7 de mayo de 1906. Ena, como se la conocía, alteza serenísima por nacimiento, fue elevada al rango de alteza real un mes antes de su matrimonio, para evitar que la unión fuese considerada desigual o morganática.

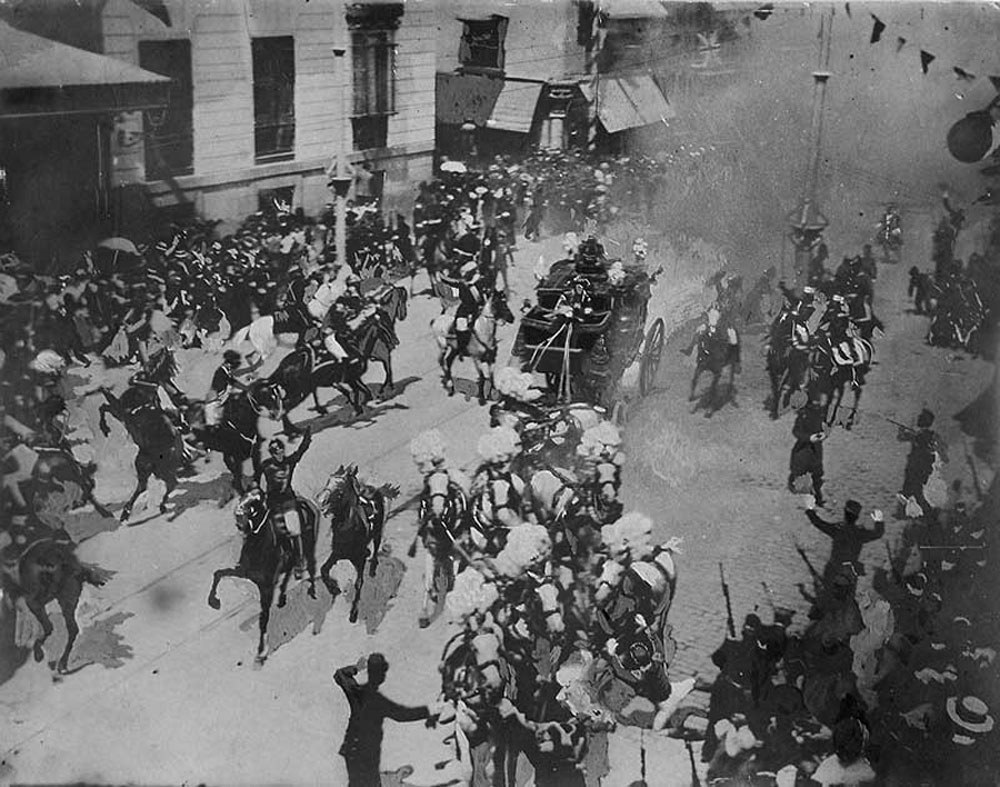
Documento gráfico, segundos después del atentado anarquista (1906) al rey Alfonso XIII en el día de su boda; 28 personas murieron y más de 100 fueron heridas, pero los reyes salieron ilesos.

Cuando Alfonso XIII y la reina Victoria Eugenia regresaban al Palacio Real, después de la boda, sufrieron un atentado mediante una bomba escondida en un ramo de flores, lanzada por el anarquista Mateo Morral a su carroza, frente al número 88 de la calle Mayor de Madrid, del que salieron ilesos. Como consecuencia de la explosión murieron tres oficiales y cinco soldados del séquito real, tres personas más en los balcones y resultaron con heridas más de catorce personas que contemplaban el paso del cortejo.
España conoció numerosas revueltas sociales en sus principales ciudades durante las dos primeras décadas del siglo XX. Una de las más destacadas tuvo lugar en 1909 en Barcelona, conocida como la Semana Trágica. Uno de los factores que la desencadenaron fue el descontento de la población con la guerra de Melilla: en ese año se había recrudecido el conflicto marroquí, convirtiéndose en uno de los principales problemas nacionales. El monarca se implicó en el conflicto, y llegó a visitar Melilla en 1911; a su vuelta, el presidente del Senado Eugenio Montero Ríos le otorgó el sobrenombre de «el Africano».
En 1910 el rey nombró a José Canalejas presidente del Consejo de Ministros: «liberal valiosísimo, de exquisita conducta, regenerador desde la izquierda, definidor de la Monarquía democrática y de la apertura social, el único político capaz de renovar la izquierda dinástica en un programa de altura. Su gestión es ejemplar, tanto al frente del Gobierno como al frente de su Partido Liberal, que por primera vez desde la Restauración tiene un verdadero jefe. Canalejas encauza todos los problemas de España. Es el suyo un Gobierno provisional hasta las elecciones celebradas en mayo, que le dan una mayoría decisiva sobre todos los demás partidos». El 15 de junio, «Alfonso XIII abre las Cortes. Su discurso de la Corona traduce con precisión el proyecto de Canalejas. Jamás hasta ahora en labios de un Rey se han puesto ideas tan liberales y avanzadas». Canalejas, «en su soledad al verse tan atacado, cuenta siempre con el estímulo y la simpatía del Rey, que es su más firme apoyo». Fue asesinado el 12 de noviembre de 1912 por un anarquista mientras el jefe del Gobierno contemplaba el escaparate de una librería en la Puerta del Sol, al cabo de un día de mucho trabajo. «Irreparable desgracia para España la muerte de José Canalejas, el primer ministro de Alfonso XIII más avanzado, liberal y progresista. Con este asesinato saltan en pedazos las posibilidades de aclimatar definitivamente en España el sistema político inglés».

Canalejas, «que procedía del republicanismo, se había propuesto la colaboración, la comprensión de todos, fueran de la izquierda o de la derecha. Tendió una mano a los socialistas en la persona de Pablo Iglesias. Pese a los esfuerzos de Canalejas por atraérselos, Iglesias rechazó la oferta, encerrado en una reserva hostil, negado a todo diálogo constructivo. La misma respuesta recibió Canalejas en su relación con las derechas. Alfonso XIII respaldaba la empresa de Canalejas encaminada a nacionalizar la Monarquía: lograr que fuera de la Monarquía no quedara ninguna energía útil». El Rey,  «consternado por la muerte de su amigo y colaborador Canalejas, a quien siempre apoyó, acude —rapidísimamente, afligidísimo y muy nervioso, en cuanto conoce la noticia del asesinato, según nos cuenta la Infanta Doña Beatriz— a rezar ante su cadáver y más tarde preside el solemne entierro público. Al Gobierno y a la Corte no les gusta que el Rey esté en el entierro porque corre peligro su vida (los propósitos del asesino eran matar a Alfonso XIII, que era esperado en la Puerta del Sol a la misma hora del asesinato contra Canalejas). El Rey, frente a quienes le piden que no vaya al entierro, dice: —Murió por mí. Tengo que ir». Don Alfonso salió «de Palacio en carruaje, con la Escolta Real y su cuñado el Infante Don Fernando, coronel de Regimiento, que hace el trayecto tan pegado a las ruedas del carruaje real como puede, por miedo a un asalto. Cuando el Rey se une con la comitiva fúnebre, se apea y va a pie inmediatamente detrás del féretro, sin guardia y seguido por un gran gentío. El rostro del Monarca es tristísimo. Terminada la ceremonia, Don Alfonso está, sin guardia, durante más de media hora estrechando las manos de los familiares y amigos del difunto presidente y dándoles el pésame. Y entrega a su viuda una carta escrita de su puño y letra: "Muy señora mía y distinguida amiga: Comprendiendo el estado de ánimo en que ha de encontrarse después de la terrible desgracia que a todos nos aflige, no quiero perturbar su dolor y llevo escrita esta carta para decirle que me asocio a su dolor y que con usted lloro la pérdida del amigo leal muerto en el cumplimiento de su deber. Dios la ayude en tan tristes momentos y cuente siempre con la sincera amistad de su afmo. Alfonso XIII"».

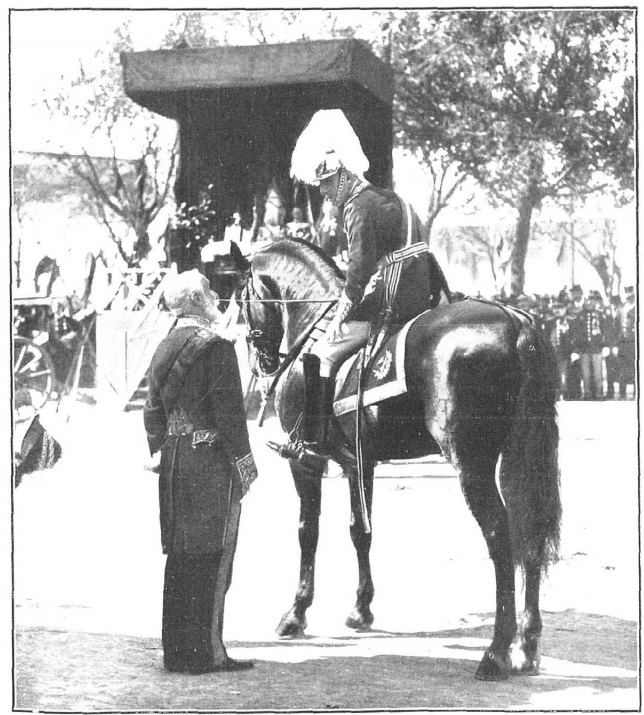
Alfonso XIII hablando con Antonio Maura durante la ceremonia de la jura de la bandera en el paseo de la Castellana (Campúa, 1909).

Familiarmente, la situación de Alfonso XIII durante la Primera Guerra Mundial, que solicitó a los diferentes gobiernos que evitaran mostrar afección por uno u otro bando, era complicada: mientras que la madre del monarca, María Cristina de Habsburgo-Lorena, de origen austríaco, era partidaria del bando de las potencias centrales, su esposa, Victoria Eugenia de Battenberg, de origen británico, fue partidaria del bando aliado.
El hecho que podría haber sido el casus belli ocurrió en 1917. Los submarinos de Alemania, que había anunciado una guerra submarina «sin restricciones», asolaban las rutas comerciales atlánticas, hundiendo a sangre fría buques españoles. Afortunadamente, Alfonso XIII, que ya llevaba tiempo trabajando en la Oficina Pro Cautivos, logró llegar a un acuerdo entre los dos bandos, logrando que ambos respetasen los barcos con la bandera hospitalaria.
Entre mayo y julio de 1918, Alfonso XIII enfermó de un brote de la gripe que acabó siendo la mayor pandemia del siglo XX. Debido a la neutralidad de España en la guerra, la prensa española no estuvo sujeta a la censura como la prensa de los países beligerantes e informó con mayor libertad sobre la enfermedad. Ello dio lugar a la impresión de que la gripe afectaba más a España que a otros países y a que la pandemia fuese conocida como la «gripe española».

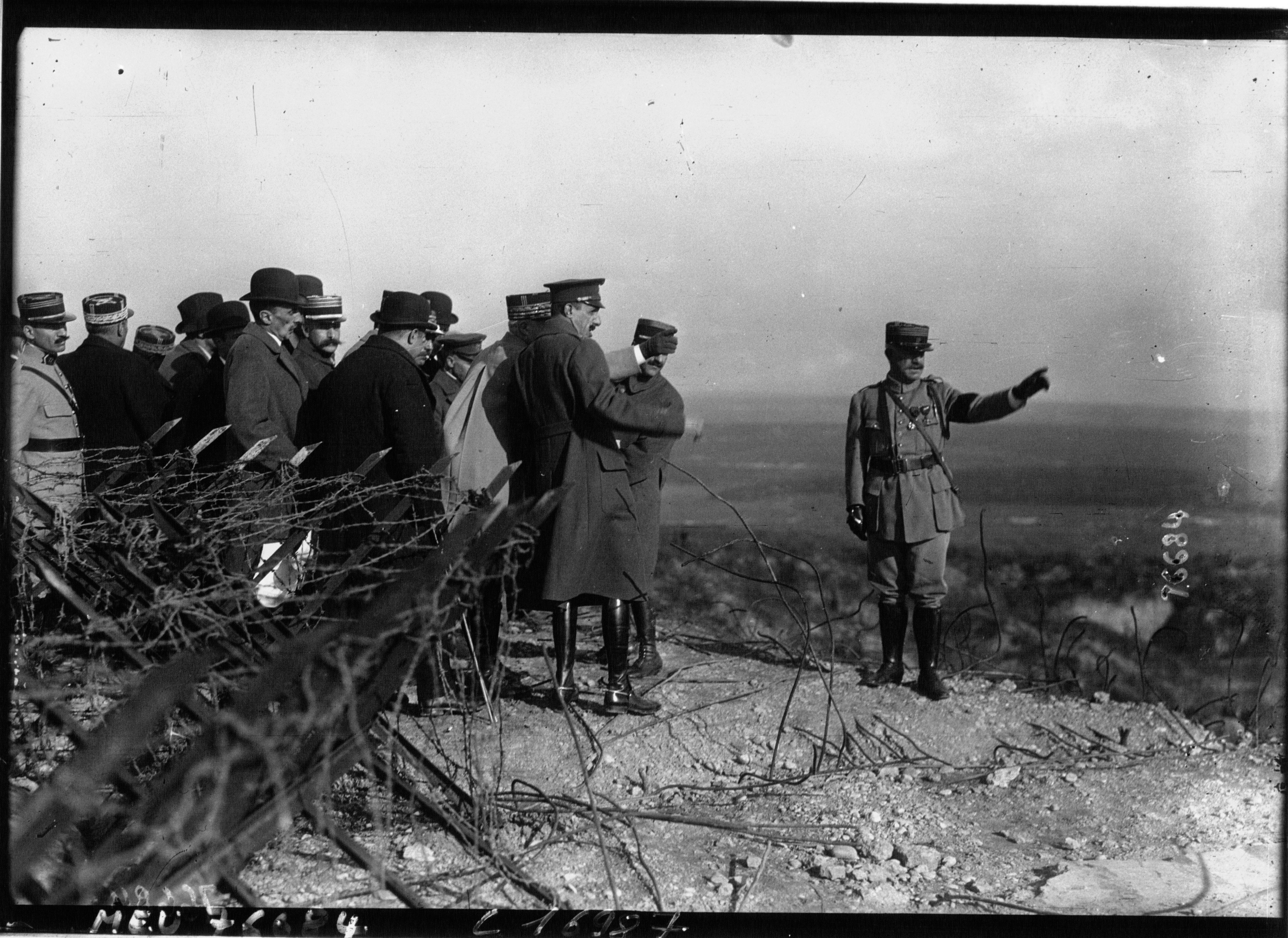
Visita de Alfonso XIII al Fort de Vaux en 1919

El 30 de mayo de 1919 consagró España al Sagrado Corazón de Jesús en el Cerro de los Ángeles de Getafe. Una semana después, recibió en audiencia al sacerdote Mateo Crawley-Boevey y Murga, promotor de la consagración. Según declaró Crawley, el rey le dijo que una delegación de la masonería le había amenazado con que, si no llevaba a cabo cuatro medidas, provocarían su abdicación y Alfonso se negó. Estas medidas eran: su adhesión a la masonería, decretar que España sería un Estado laico, la reforma de la familia y el divorcio y la instrucción pública laica.
En 1920 el rey nombra presidente del Consejo de Ministros a Eduardo Dato (segundo mandato): «además de proponerse frenar el pistolerismo y aplicar todo el peso de la Ley para mantener el orden, realiza una serie de reformas sociales: funda el Ministerio de Trabajo el 8 de mayo, hace evitar los aumentos abusivos de alquileres, crea las Juntas de Fomento y Casas Baratas, aplica el Seguro Obligatorio, libera a los encarcelados por conflictos laborales y restablece la CNT. Su buena voluntad tropieza con la obstinación de los patronos, por un lado, y de los sindicalistas, por otro». La tarde del 8 de marzo de 1921 «asesinan a Dato. Los anarquistas de la CNT le han anunciado su muerte dos días antes. Cuando Dato se dirige en automóvil a su domicilio desde el Palacio del Senado, tres sindicalistas anarquistas lo ametrallan a la altura de la Puerta de Alcalá. Dato es precisamente el político más merecedor del amor de los sindicalistas porque ha sido el iniciador de la Legislación social». Para el rey la pérdida es irreparable. Los reyes, «enormemente afligidos, acuden a la capilla ardiente. Alfonso XIII preside personalmente la conducción del féretro por las calles de Madrid, con el grave riesgo de que los asesinos están todavía en libertad, y cuya amenaza terrorista apunta sobre todo contra el Rey por esas calles donde ya años atrás ha sido objeto de dos atentados frustrados». Dato «trabajó durante toda la Gran Guerra por la paz. Conservador moderado, con ideas modernas, se ha dedicado especialmente al estudio de los problemas sociales, y más en particular a los concernientes al bienestar de los obreros. Ha fomentado muchas reformas sensatas y previsoras. Estaba muy preocupado con las cuestiones de la agricultura y de la vivienda. Entre otras medidas, ha querido establecer un seguro para obreros contra los accidentes, el paro y la enfermedad». Alfonso XIII le confesará en su destierro a Julián Cortés-Cavanillas: «El año mil novecientos veintiuno es el más triste de todo mi reinado, sólo comparable al de mil novecientos treinta y uno y, en definitiva, el que quizá más contribuyó a acelerar el proceso que me obligó a abandonar España».
En 1921, a raíz de unas operaciones bélicas tácticamente desastrosas, se produjo el hundimiento de la comandancia militar de Melilla (el desastre de Annual). El impacto que tuvo sobre la opinión pública generó un sentimiento muy crítico con la política mantenida hasta ese momento en Marruecos, y en general con todo el sistema político de la Restauración, ya tambaleante desde la huelga general de 1917. Se inició una investigación de lo sucedido (con el expediente Picasso) en el que, al parecer, quedaban involucrados en graves responsabilidades cargos elevados de la administración, pero dicho informe nunca vio la luz. Algunas voces extendieron las responsabilidades por el desastre de Annual al monarca, uno de los impulsores y partidarios más destacados de la política colonial, porque había propiciado el nombramiento de algunos mandos responsables del «Desastre» con los que mantenía una relación de amistad o eran personas cercanas a él, como Dámaso Berenguer o el general Fernández Silvestre.
Adicionalmente, el rey, de acuerdo a distintas fuentes, también animó a Silvestre a adentrarse en el terreno rifeño para capturar la mayor cantidad de territorio posible, con lo que Silvestre envió a sus hombres fuera de Melilla y penetró de manera irresponsable lejos de sus líneas de suministros y sin proteger su retaguardia.

### Dictadura de Primo de Rivera

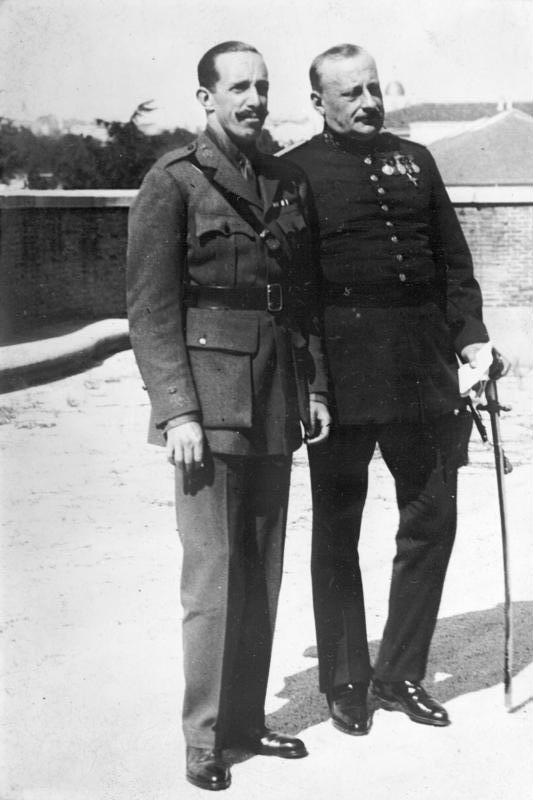
Alfonso XIII y Primo de Rivera en 1930.

Alfonso XIII habría llegado a meditar sobre la posibilidad de una dictadura a lo largo de 1923; en agosto de 1923 sondeó a Antonio Maura su opinión sobre una dictadura real, a lo que el político mallorquín le respondió que en ese caso, como mal menor, sería preferible una dictadura militar. En este contexto de crisis política y social, el capitán general de Cataluña Miguel Primo de Rivera dio un golpe de Estado el 13 de septiembre de 1923, que fue respaldado por Alfonso XIII al encargarle la formación de un gobierno. Para algunos, una de las razones que explican el golpe sería que este sirvió de instrumento para evitar que los resultados del Expediente Picasso saliesen a la luz en una investigación parlamentaria que estaba realizándose y que podría haber dejado al monarca en una posición comprometida.
Primo de Rivera formó un gobierno al que denominó directorio, que estuvo compuesto en un primer momento exclusivamente por militares (Directorio Militar) y, posteriormente (1925), tuvo un carácter civil (Directorio Civil). Durante la Dictadura se puso fin a la guerra de Marruecos con el desembarco de Alhucemas en 1925, que permitió el control español definitivo del Rif en 1927. A pesar del apoyo institucional al filosefardismo que aconteció durante la dictadura de Primo de Rivera, Alfonso XIII abrazó las ideas antisemitas que iban larvándose gradualmente en la derecha antiliberal, cuando declaró hacia 1925 al agregado militar francés en Madrid que la insurgencia en el Rif constituía «el comienzo de una sublevación general de todo el mundo musulmán por instigación de Moscú y del judaísmo internacional».
En 1929 se celebraron la Exposición Universal de Barcelona y la Iberoamericana de Sevilla, pero la oposición creciente que generó el dictador, especialmente extendida entre estudiantes, intelectuales y el cuerpo de Artillería (se oponía a la reforma que pretendía el dictador de su sistema de ascensos), hicieron que Alfonso XIII apartase a Miguel Primo de Rivera del gobierno el 29 de enero de 1930.

### Dictablanda de Berenguer

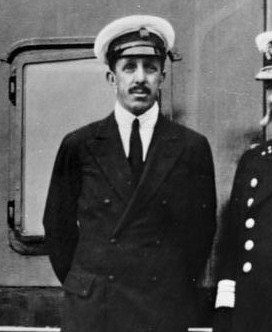
Alfonso XIII en 1930

El rey nombró presidente del consejo de ministros al general Dámaso Berenguer con la intención de retornar al régimen constitucional. Este nuevo periodo se conoció enseguida como «la Dictablanda», por contraste con la dictadura anterior.

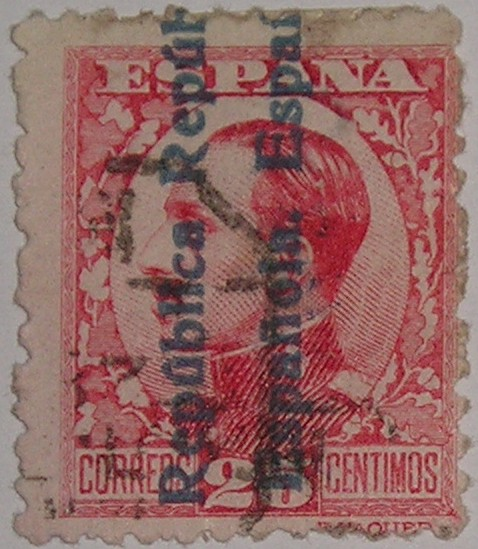
Sello de Alfonso XIII sobreimpreso durante la II República.

Tras la caída del dictador —que falleció semanas después—, aumentaron las manifestaciones antimonárquicas, se acusó al rey de haber auspiciado la dictadura de Primo de Rivera y de tener responsabilidades en el Desastre de Annual. Ese año los partidos republicanos se unieron frente a la monarquía con la firma del Pacto de San Sebastián. Hubo pronunciamientos militares republicanos que fueron frustrados por el gobierno en la base aérea de Cuatro Vientos (Madrid) y en Jaca (este último encabezado por los capitanes Fermín Galán y Ángel García Hernández, que fueron fusilados tras un consejo de guerra).
En febrero de 1931 el almirante Juan Bautista Aznar fue designado presidente del consejo por Alfonso XIII. Su gobierno convocó elecciones municipales el 12 de abril de 1931. Al conocerse en los comicios la victoria en las ciudades de las candidaturas republicanas, el 14 de abril se proclamó la Segunda República. El rey abandonó el país ese mismo día, con el fin de evitar una guerra civil:

Las elecciones celebradas el domingo me revelan claramente que no tengo hoy el amor de mi pueblo. [...] Hallaría medios sobrados para mantener mis regias prerrogativas, en eficaz forcejeo con quienes las combaten. Pero, resueltamente, quiero apartarme de cuanto sea lanzar a un compatriota contra otro en fratricida guerra civil.
Manifiesto de Alfonso XIII, 13 de abril de 1931

Renunciaba a la Jefatura del Estado, pero sin una abdicación formal:

[...] No renuncio a ninguno de mis derechos, porque más que míos son depósito acumulado por la Historia, de cuya custodia ha de pedirme un día cuenta rigurosa.
Manifiesto de Alfonso XIII, 13 de abril de 1931

En la noche del 14 al 15 partió de Madrid hacia Cartagena al volante de su automóvil Duesenberg y desde allí zarpó para Marsella en el crucero Príncipe Alfonso de la Armada Española para trasladarse después a París. Su familia salió en tren desde Aranjuez a la mañana siguiente. El rey al abandonar España pronunció sus más famosas palabras:

[...] espero que no habré de volver, pues ello sólo significaría que el pueblo español no es próspero ni feliz.

A las once y diez de la noche del 16 de abril de 1931 llegaba el tren que llevaba a Alfonso XIII a la Gare de Lyon de París, y los periódicos francesespublicaban al día siguiente la noticia de una bienvenida cordialísima: «Más de diez mil franceses aguardan; rompen las barreras de seguridad de esta Estación ferroviaria de París... Se trata de una de las mayores ovaciones que recibe en su vida».

### Proclamación de la Segunda República

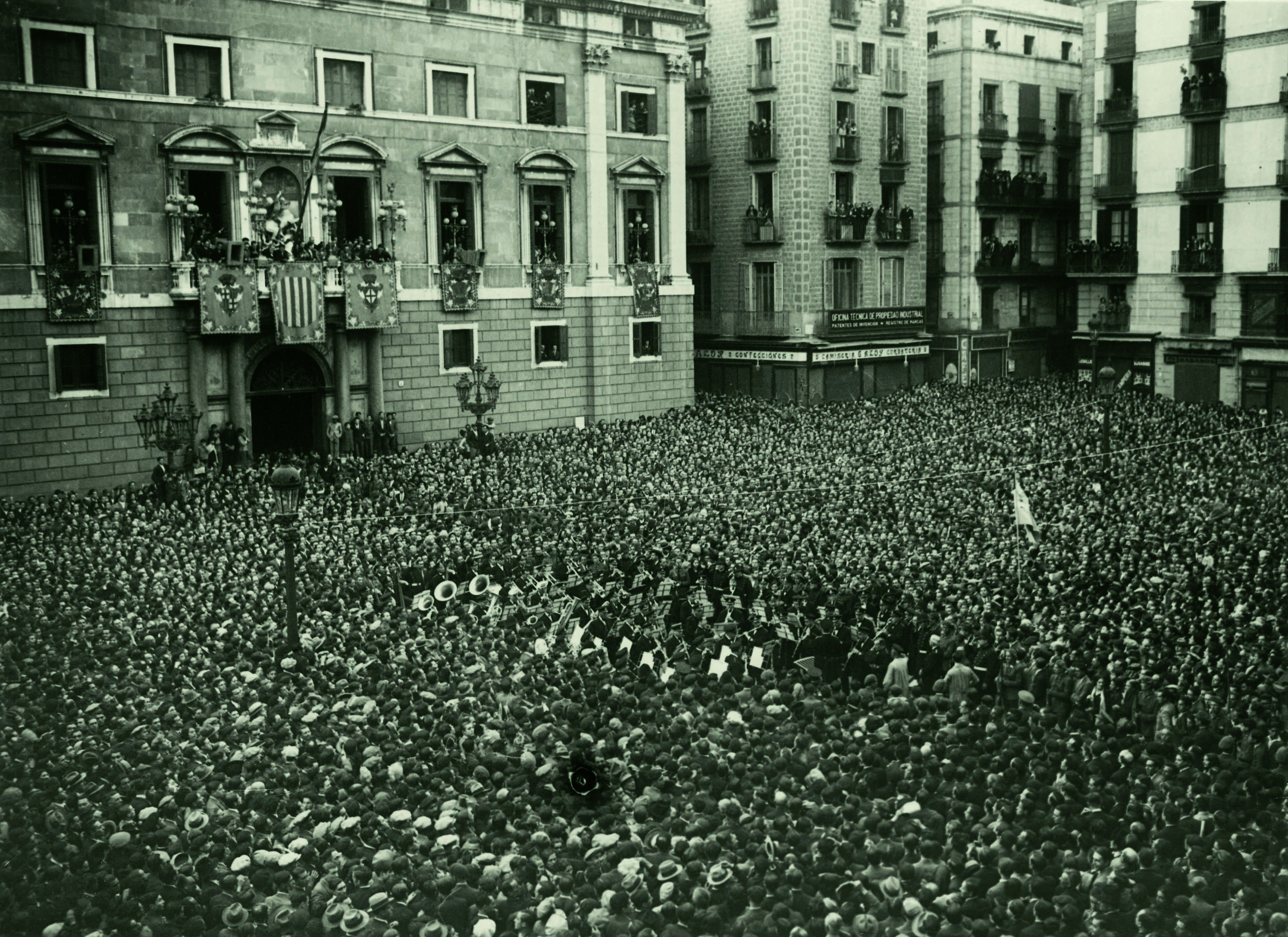
Proclamación de la Segunda República en Barcelona.

A primeras horas de la mañana del martes 14 de abril de 1931 el general Sanjurjo, director de la Guardia Civil se dirige a la casa de Miguel Maura, donde se encuentran reunidos los miembros del comité revolucionario que no estaban exiliados en Francia, ni escondidos: Niceto Alcalá-Zamora, Francisco Largo Caballero, Fernando de los Ríos, Santiago Casares Quiroga y Álvaro de Albornoz. Nada más entrar en la casa el general Sanjurjo se cuadra ante Maura y le dice: "A las órdenes de usted señor ministro". El 14 de abril, este comité proclama la República, y se forma un gobierno provisional, presidido por Alcalá-Zamora, que convocó elecciones para unas Cortes Constituyentes, que se celebraron el 28 de junio de 1931.

### La condena por la Comisión de Responsabilidades
Las nuevas Cortes republicanas se constituyeron el 14 de julio, y entre sus primeras tareas llevaron a cabo la elaboración de la Constitución de la República. También nombraron una Comisión de Responsabilidades encargada de depurar la responsabilidad del exrey Alfonso XIII. El dictamen de la Comisión en el que se condenaba al monarca destronado por «alta traición» fue aprobado por el pleno de las Cortes en la madrugada del 20 de noviembre. La sentencia, publicada en la Gaceta de Madrid del 28 de noviembre, decía lo siguiente:

A todos los que la presente vieren y entendieren, sabed: Que las Cortes Constituyentes, en funciones de Soberanía Nacional, han aprobado el acta acusatoria contra don Alfonso de Borbón y Habsburgo-Lorena, dictando lo siguiente:
«Las Cortes Constituyentes declaran culpable de alta traición, como fórmula jurídica que resume todos los delitos del acta acusatoria, al que fue rey de España, quien, ejercitando los poderes de su magistratura contra la Constitución del Estado, ha cometido la más criminal violación del orden jurídico del país, y, en su consecuencia, el Tribunal soberano de la nación declara solemnemente fuera de la ley a don Alfonso de Borbón y Habsburgo-Lorena. Privado de la paz jurídica, cualquier ciudadano español podrá aprehender su persona si penetrase en territorio nacional.
Don Alfonso de Borbón será degradado de todas sus dignidades, derechos y títulos, que no podrá ostentar ni dentro ni fuera de España, de los cuales el pueblo español, por boca de sus representantes elegidos para votar las nuevas normas del Estado español, le declara decaído, sin que se pueda reivindicarlos jamás ni para él ni para sus sucesores.
De todos los bienes, derechos y acciones de su propiedad que se encuentren en territorio nacional se incautará, en su beneficio, el Estado, que dispondrá del uso conveniente que deba darles.
Esta sentencia, que aprueban las Cortes soberanas Constituyentes, después de publicada por el Gobierno de la República, será impresa y fijada en todos los ayuntamientos de España, y comunicada a los representantes diplomáticos de todos los países, así como a la Sociedad de Naciones».
En ejecución de esta sentencia, el Gobierno dictará las órdenes conducentes a su más exacto cumplimiento, al que coadyuvarán todos los ciudadanos, tribunales y autoridades.

La sentencia sería derogada por una ley del 15 de diciembre de 1938 firmada por Francisco Franco.

### Exilio, renuncia dinástica y muerte
Alfonso pasó su exilio alojado en hoteles de lujo de diferentes ciudades europeas, que podía pagar gracias a dinero depositado previamente en cuentas bancarias suizas e inglesas. Al poco tiempo se separó de su esposa, Victoria. Hasta su traslado a Roma, su lugar de residencia habitual fue París, donde estaba rodeado por un pequeño grupo de cortesanos, encabezados por el exembajador de la monarquía José Quiñones de León.
Desde el exilio, a pesar del apoyo implícito que ofreció a los monárquicos intransigentes de Renovación Española, mantuvo una posición de no beligerancia hacia la accidentalista Confederación Española de Derechas Autónomas de José María Gil Robles, que permitió a los monárquicos seguir militando en la CEDA sin conflictos morales, poniendo así un obstáculo al propio crecimiento de sus seguidores alfonsinos.
Los últimos años de su vida los pasó en Roma. Tras la muerte de Alfonso Carlos de Borbón, duque de San Jaime, pretendiente carlista bajo el nombre de Alfonso Carlos I, en 1936 recibió los posibles derechos del carlismo y del legitimismo francés con el nombre de Alfonso XIII de España y Alfonso I de Francia y Navarra.[cita requerida]
Al comenzar la guerra civil española, apoyó fervientemente al bando sublevado, afirmando ser un «falangista de primera hora». Ya en 1934 había pedido apoyo al dictador italiano, Benito Mussolini, para «un eventual golpe de Estado que se produjera en España para (...) restaurar la Monarquía» y conseguido que el gobierno fascista italiano se comprometiese a aportar 1 500 000 pesetas, 200 ametralladoras, fusiles y granadas de mano. Firmaron el acuerdo por parte española el general Barrera y representantes de los partidos Renovación Española (monárquico) y Comunión Tradicionalista (carlista). El 30 de julio de 1936 dio el plácet al traslado de Juan de Borbón a territorio sublevado.
La relación del rey Alfonso XIII con el dictador Francisco Franco es extensa y está bien documentada. Como consecuencia de sus éxitos en Marruecos conoció a Franco, quien poco a poco se convirtió en favorito real; en enero de 1923 el rey le concedió la medalla militar, así como el cargo honorífico de gentilhombre de cámara, por lo que el padrino de su boda fue Alfonso XIII (representado por el gobernador civil de Oviedo, el general Losada). Franco discutió personalmente con el rey la posible retirada de Marruecos. En marzo de 1925, durante una visita allí, el general Primo de Rivera entregó a Franco una carta del rey junto con una medalla religiosa de oro; la carta terminaba así: «Ya sabes lo mucho que te quiere y te aprecia tu afectísimo amigo que te abraza. Alfonso XIII». Por real decreto (4 de enero de 1928) lo nombró director de la recién creada Academia General Militar. Franco votó a favor de la candidatura monárquica en Zaragoza.
Sin embargo, el 4 de abril de 1937, Franco escribió una carta despectiva a Alfonso XIII: el rey, que acababa de donar un millón de pesetas a la causa franquista, le había escrito expresando su preocupación por la poca prioridad que se daba a la restauración de la monarquía; Franco dejó claro que el rey difícilmente llegaría a desempeñar un papel en el futuro, en vista de sus errores pasados. Al acabar la guerra y no restaurarse la monarquía, el rey declaró: «Elegí a Franco cuando no era nadie. Él me ha traicionado y engañado a cada paso».
El 15 de enero de 1941 renunció a la jefatura de la Casa Real en favor de su hijo Juan (sus dos hijos mayores se habían apartado de la sucesión). Falleció el 28 de febrero de 1941 en el Gran Hotel de Roma a causa de una angina de pecho. Estuvo enterrado en la iglesia de Santa María de Montserrat de los Españoles de la capital italiana hasta que, el 19 de enero de 1980, sus restos fueron trasladados al Panteón Real del Monasterio de El Escorial por orden de su nieto, el rey Juan Carlos I.

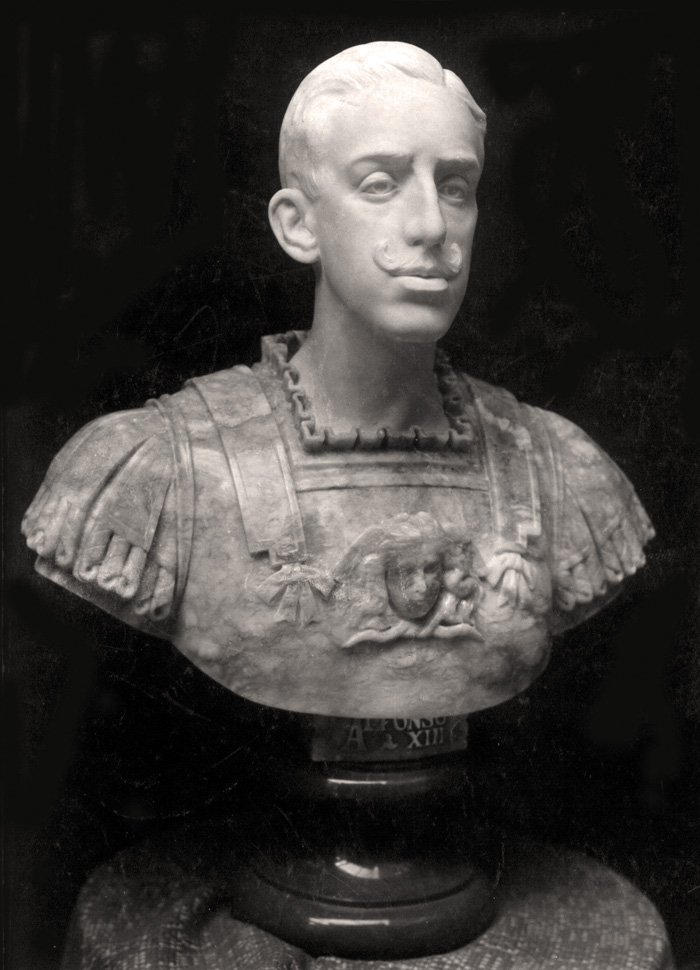
Busto de Alfonso XIII esculpido por José Navas-Parejo.

Por su parte, su hijo Juan, conde de Barcelona, renunció a sus derechos al trono en 1977, en favor de su hijo Juan Carlos, que había sido nombrado rey en 1975, a la muerte del general Franco, en virtud de la Ley de Sucesión a la Jefatura del Estado de 1947. Con la renuncia a sus derechos por parte del conde de Barcelona se recuperó la legitimidad dinástica de la monarquía histórica, tal como recoge el artículo 57 de la Constitución española de 1978.
Durante su reinado otorgó entre títulos de España e Indias: 379 títulos nobiliarios de los cuales 83 obtuvieron Grandeza de España.

## La Oficina Pro Cautivos
Quedan para la historia las acciones que durante la Primera Guerra Mundial organizó como monarca de un país neutral, entre ellas la Oficina Pro Cautivos, posiblemente la primera acción humanitaria gubernamental registrada en la historia, con el fin de intentar conseguir respuestas a los familiares que no sabían nada de sus parientes militares o civiles en zona de guerra.
El monarca fundó este organismo de una forma independiente del gobierno, para no comprometer su neutralidad. Así, con fondos propios de un millón de pesetas, estableció en el Palacio Real una secretaría donde llegaban las solicitudes de información e intervención para con los prisioneros de ambos bandos; cosa que fue posible gracias a los buenos contactos y relaciones del rey con los diversos países contendientes. Se sirvió de las embajadas para conseguir información de los presos y permitió poner en contacto a prisioneros de guerra de ambos bandos con sus familias. Salvó así a aproximadamente 70.000 civiles y 21.000 soldados, e intervino a favor de 136.000 prisioneros de guerra, llevando a cabo 4000 visitas de inspección a campos de prisioneros. Intervino también a favor de que en la guerra submarina no se atacara a los buques hospitales, proponiendo instaurar una inspección neutral de militares españoles de estos barcos en la salida del puerto y la entrada. Consiguió con la aceptación de esta solicitud que ambas partes en conflicto no volvieran a repetir la trágica acción de torpedear buques con la bandera hospitalaria, como había sucedido en el pasado. La oficina tenía un volumen tal de peticiones que los voluntarios que trabajaban en la organización no descansaban ni en días festivos.
Al reunirse en Ginebra la Conferencia de las Cruces Rojas neutrales, envió a «Don Alfonso XIII un mensaje firmado por su presidente, Edouard Naville, el 11 de setiembre de 1917: "La Conferencia aprecia con satisfacción que los esfuerzos realizados por Vuestra Majestad para obtener el cese de las medidas de represalias sobre las naves-hospitales, han sido coronadas por el éxito. La Conferencia expresa a Vuestra Majestad su profunda gratitud por este nuevo servicio rendido después de tantos otros a la causa de la Humanidad". De la obra humanitaria de Alfonso XIII se benefician, sobre todo, gentes humildes, de pocos recursos económicos, pero también personajes famosos, como el bailarín ruso Nijinsky, el cantante francés Maurice Chevalier, el pianista polaco Rubinstein o el historiador belga Pirenne. Otras gestiones no tienen el mismo resultado feliz, como aquella en que se propone salvar de la muerte a la Familia Imperial Rusa. La Infanta Beatriz nos informa de que su padre intentó salvar también a la célebre Mata-Hari».
La obra humanitaria de Alfonso XIII durante la Primera Guerra Mundial le hizo ganar gran prestigio en Europa, que se manifestó no solo en el recibimiento que le hizo el pueblo de París al comenzar su destierro, sino en otras capitales europeas. En Bruselas, por ejemplo, en mayo de 1923, el «recibimiento belga a los Reyes de España reviste un carácter multitudinario, que impresiona a Don Alfonso y Doña Victoria, y al ministro de Estado, Santiago Alba, que los acompaña». El 3 de mayo visitaron a los Reyes españoles —en el Palacio Real de Bruselas, donde se alojaban— «una nutrida delegación de la Federación nacional de condenados políticos, familias de condenados a muerte, deportados y rehenes a quienes ha salvado Alfonso XIII, delegaciones de parientes de las personas por Don Alfonso socorridas durante la guerra, varias comisiones de heridos y ex prisioneros, así como los profesores de las Universidades: todos agradecen vivamente la admirable obra del Rey en la guerra. Gracias a España muchos se han beneficiado. El presidente de la Federación, conde de Hemptimme, dice que se siente orgulloso de manifestar al Rey de España, personalmente, el agradecimiento por la ayuda eficaz que ha prestado a los belgas durante la ocupación, cuando fueron detenidos 16.000 belgas y deportados 118.000. Y manifiesta antes de entregar a los Reyes españoles un álbum con las firmas de los belgas que tienen el honor de testimoniar su agradecimiento a España: "Únicamente el Rey de España tenía autoridad moral para detener el brazo que destruía". Es significativo que el partido obrero belga publique un manifiesto para expresar la gratitud de todo el pueblo de Bélgica al Rey de España. Ante el Palacio Real de Bruselas desfila una imponente manifestación de la Federación nacional de condenados políticos y familias de los condenados a muerte, así como de los deportados y de los rehenes».
Mientras todas las casas reales europeas le daban la espalda a la familia imperial rusa, incluyendo el propio Jorge V, primo del zar Nicolás II, es destacable el intento de Alfonso XIII por liberarlos y llevarlos a España; sin embargo, la Revolución bolchevique frustró estos planes. Este hecho causó al rey una profunda tristeza.
Atendiendo a la labor humanitaria que desempeñó al frente de la Oficina Pro Cautivos, el rey Alfonso XIII fue propuesto para el Premio Nobel de la Paz en 1917, aunque finalmente el ganador sería el Comité Internacional de la Cruz Roja.

## Personalidad

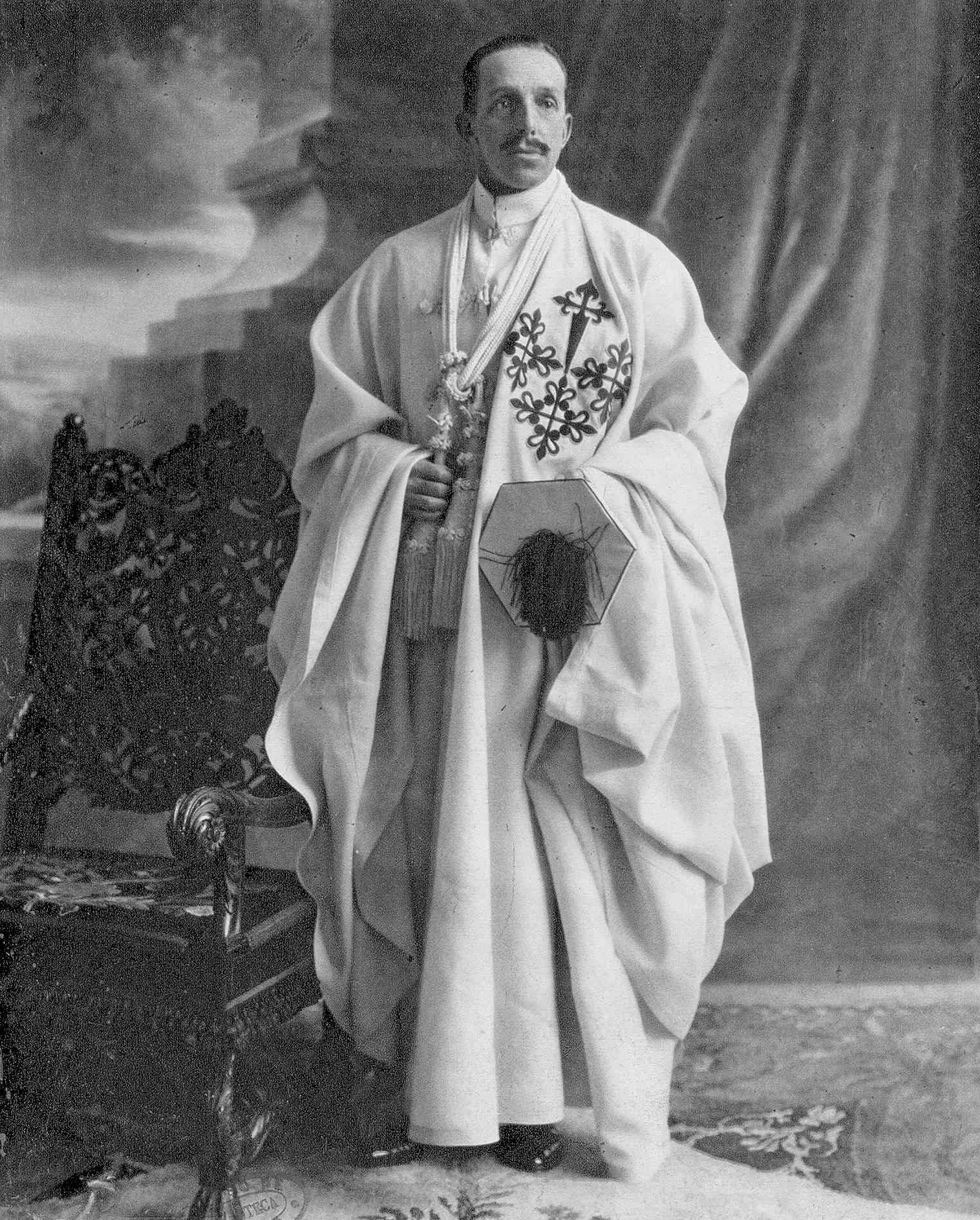
Vistiendo el traje ceremonial de gran maestre de las órdenes militares.

Se definía como alguien de firmes convicciones católicas y se enorgullecía de haberlas defendido en ambientes adversos. Sobre su visita al papa, declaró:

Era lógico [...] que el pontífice recibiera con el mayor gusto, no al rey católico por título tradicional sino a quien se ha jugado la cara en veinticinco años por la fe católica. ¿Qué rey en el mundo ha consagrado su patria al Sagrado Corazón de Jesús, soslayando el consejo de los "prudentes" y rechazando las amenazas del anticlericalismo y la masonería?

El archivo fotográfico del cronista real Francisco Goñi se encuentra conservado en el Archivo Histórico Provincial de Guadalajara, donde se pueden contemplar las mejores imágenes de la vida familiar y oficial del monarca.
Fue un hombre sabedor de la importancia de la educación y la investigación. En lo que respecta a la educación, donó 320 hectáreas de su propiedad en Moncloa para que se construyera la Ciudad Universitaria de Madrid, donde se formarían los nuevos titulados que llevarían a España a la carrera científica. En 1927 el rey mandó a un grupo de sus mejores asesores para analizar y visitar las universidades más prestigiosas de Estados Unidos, con vistas a importar las lecciones pertinentes hasta la capital española.
Quería Alfonso XIII que esa fuera una gran Universidad para estudiantes de todos los países y pueblos de habla española; estaba ilusionado con la posibilidad de construir en Madrid la más moderna y completa de todas las ciudades universitarias, en la que los estudiantes hispanoamericanos, sin necesidad de tener que acudir a otras capitales europeas a cursar sus carreras, encontraran allí los más eficientes y cómodos medios tanto de profesorado como de material científico. Ese año 1927, con motivo de cumplirse el XXV aniversario de su Proclamación como Rey, dio «ocasión a Alfonso XIII de llevar a cabo materialmente su proyecto. En numerosos sectores sociales se quiere tributar un homenaje al Rey por celebrarse sus Bodas de Plata con la Corona, pero Don Alfonso expresa reiteradamente su deseo de que se celebre la fecha solo con la creación de la Ciudad Universitaria. Pide se supriman las solemnidades, festejos y los diversos actos de honor que el Gobierno prepara organizar, y propone, en cambio, conmemorar tal suceso con los comienzos de la gran Universidad Hispanoamericana». Por su iniciativa y bajo su presidencia se creó la «Junta Constructora de la Ciudad Universitaria. Tal Junta comienza inmediatamente sus tareas, y sus amplias atribuciones —emanadas del Real Decreto de 17 de mayo de 1927, fiesta de Cumpleaños del Monarca y día exacto del XXV aniversario de su Jura— permiten abordar los problemas iniciales de índole pedagógica, técnica y económica». Se estableció «una suscripción nacional que encabeza el Rey, cuyo donativo y el de los miembros de su Familia son destinados a la dotación de camas del futuro Hospital Clínico». Tras «muchos estudios, ya en enero de 1929 Alfonso XIII preside la exposición de planos y maquetas del proyecto, y dice que espera la apertura de esa Ciudad Universitaria como el día más glorioso de su reinado. En mayo de 1929 Alfonso XIII dispone que se sortee, en combinación con la Lotería Nacional, un chalé de su propiedad a fin de incrementar los fondos. En pocos días se agotan las 55.000 papeletas. Un mes después el Rey asiste al comienzo de los trabajos de la primera residencia de estudiantes».

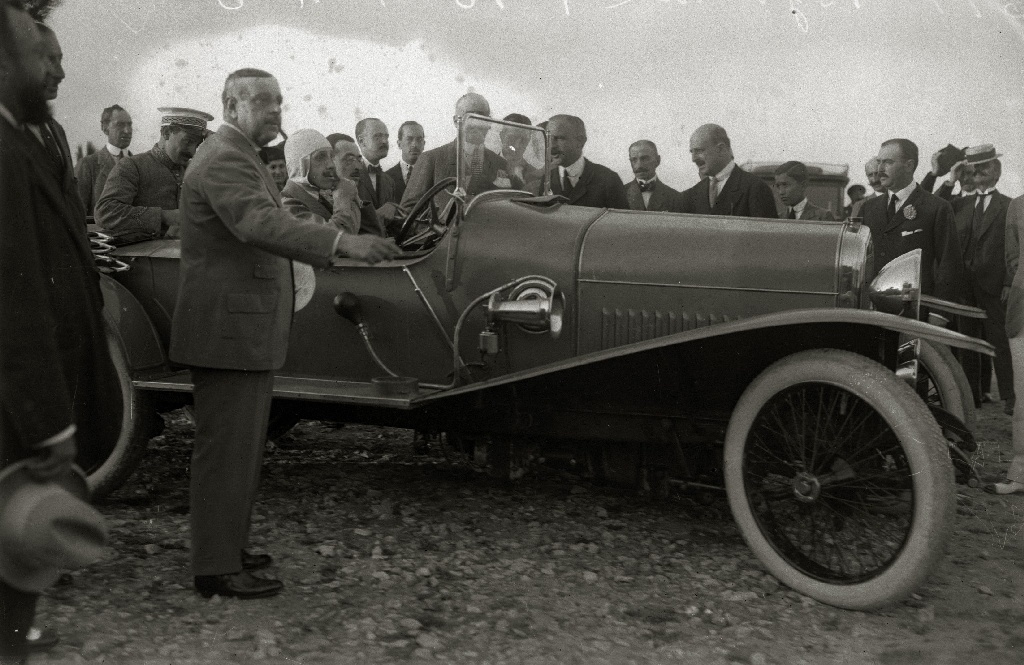
Alfonso XIII en Guipúzcoa probando un automóvil (1916)

Era también aficionado al motor. A los dieciocho años de edad adquirió un vehículo de fabricación nacional de la marca Automóviles Anglada por intermediación de un concesionario de Barcelona llamado Auto Garage Terminus. Su propietario Domingo Balet Duran entregó el vehículo al rey y le dio clases particulares de conducción, posteriormente consiguiendo ser proveedor oficial de la Casa Real. 
El apoyo del rey a la empresa automovilística Hispano-Suiza ayudó a reforzar la imagen de la marca. Contaba en su garaje con varios coches de esta compañía. En 1909 probó un biplaza de la compañía y sugirió una serie de mejoras. Su implicación con este modelo fue tan grande que en 1912 la empresa sacó una versión con estas recomendaciones, 45 CR 14-45 HP, que posteriormente fue conocido como modelo Alfonso XIII. También frecuentaba competiciones automovilísticas y motociclistas. En algunas carreras de Madrid compitió él mismo, aunque cuando estas se volvieron más exigentes optó por ceder su automóvil.

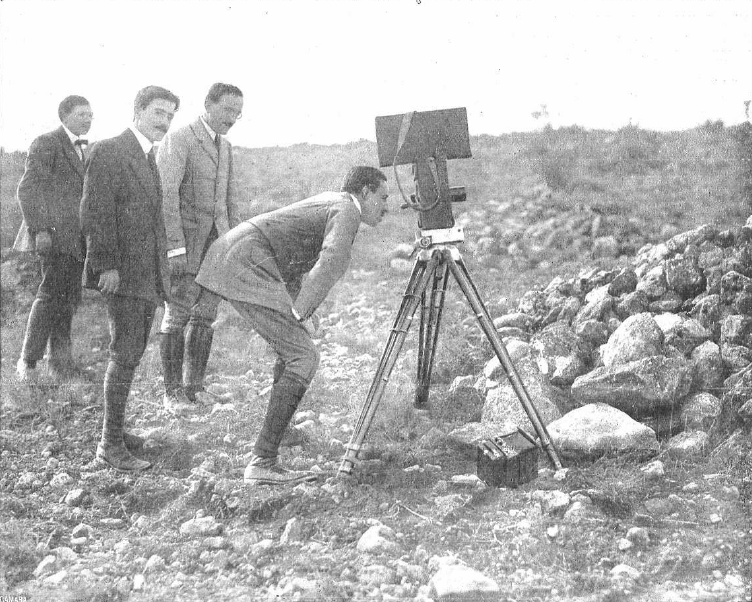
El monarca mirando a través de una cámara

Su forma de intromisión en la vida política más allá incluso de lo previsto en la Constitución, caracterizada según Javier Moreno Luzón por el «regate corto y la manipulación de voluntades», fue conocida como «borboneo».
Según el investigador Román Gubern, en privado el rey fue un gran aficionado al erotismo en general y al cine pornográfico en particular; debido a ello habría producido, en el Barrio Chino de Barcelona, durante los años 1920, empleando al conde de Romanones como intermediario, una serie de películas pornográficas, las primeras de cierta calidad en este género realizadas en España. Recientemente, la Generalidad Valenciana ha restaurado algunos de esos cortometrajes: El confesor, El ministro y Consultorio de señoras, encargados los tres por Romanones a los hermanos Ricardo y Ramón Baños, dueños de la productora barcelonesa Royal Films.

## Matrimonio e hijos
La pareja real tuvo siete hijos:

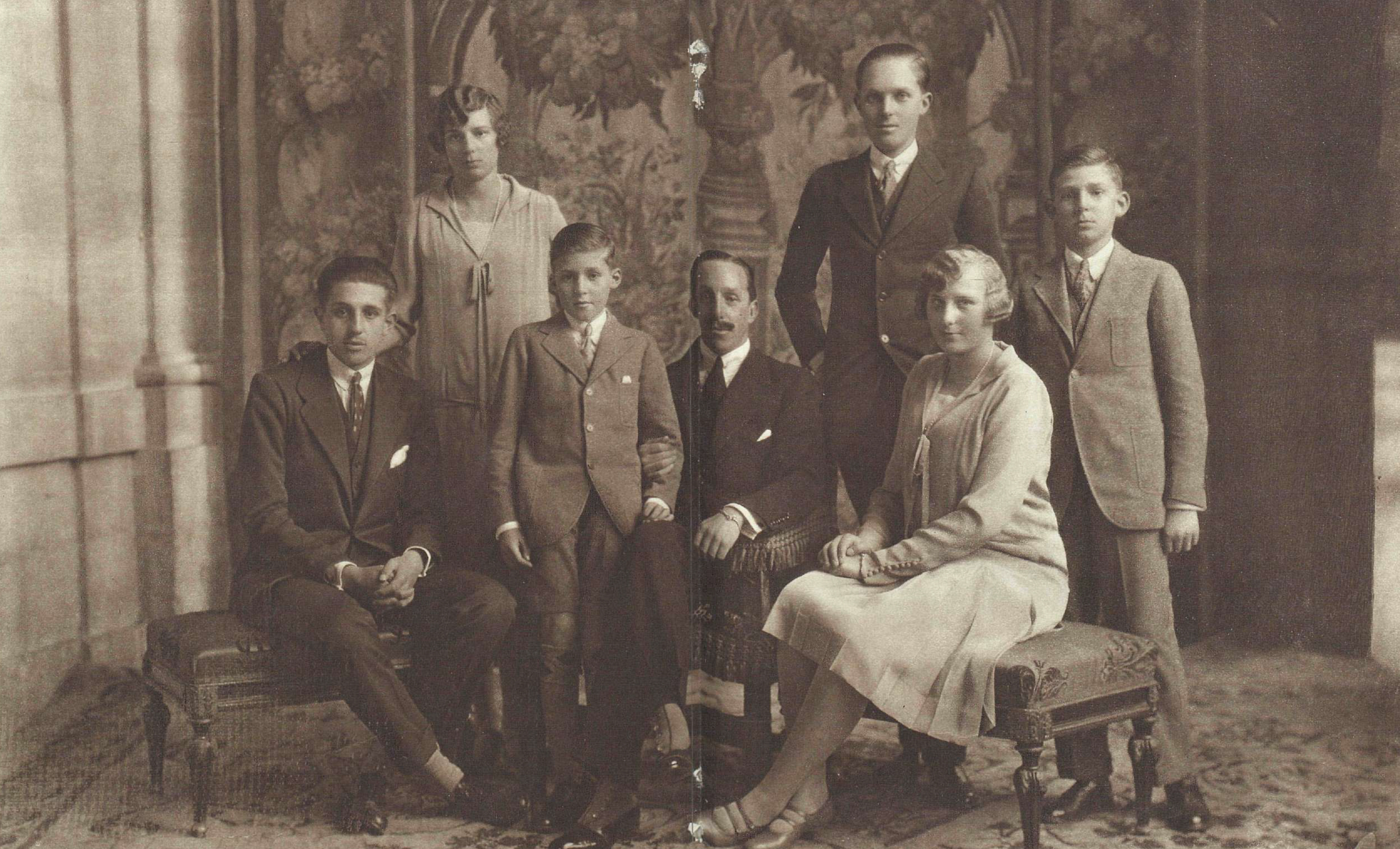
Alfonso XIII, en el centro, posando con sus seis hijos nacidos dentro del matrimonio. De izquierda a derecha: Jaime, Beatriz, Gonzalo, Alfonso, Cristina y Juan.

- Alfonso (Alfonso Pío Cristino Eduardo) (1907-1938), príncipe de Asturias nació hemofílico y renunció a sus derechos al trono en 1933, dos años después de la proclamación de la Segunda República Española, para poder así contraer matrimonio con Edelmira Sampedro y Robato, cubana, de origen español, sin vínculos previos con la realeza. Ostentó el título de conde de Covadonga desde entonces y hasta su muerte prematura. Volvió a casarse una segunda vez, con Marta Esther Rocafort y Altuzarra, aunque no tuvo descendencia de ninguno de estos matrimonios. Falleció debido a las heridas producidas tras un accidente de tráfico, como consecuencia de la hemofilia que padecía.
- Jaime (Jaime Leopoldo Isabelino Enrique) (1908-1975), infante de España, quedó sordo a los cuatro años tras una intervención quirúrgica por una doble mastoiditis; renunció bajo presión paterna a sus derechos al trono en 1933, cuando recibió el título de duque de Segovia. Heredó de su padre los derechos dinásticos al trono de Francia (1941-1975) y fue conocido como el duque de Anjou para los monárquicos franceses. Contrajo matrimonio en primeras nupcias con Emanuela de Dampierre. Tuvo descendencia de este matrimonio. Tras su divorcio, volvió a casarse, con Charlotte Luise Auguste Tiedemann. No tuvo hijos con su segunda mujer. Padre de Alfonso de Borbón Dampierre y abuelo de Luis Alfonso de Borbón.
- Beatriz (Beatriz Isabel Federica Alfonsa Eugenia) (1909-2002), infanta de España; se convirtió en princesa de Civitella Cesi por su matrimonio con Alessandro Torlonia. Fue la abuela materna de Alessandro Lequio y de Sibilla de Luxemburgo.
- Fernando nacido muerto en 1910.
- María Cristina (María Cristina Teresa Alejandra) (1911-1996), infanta de España; contrajo matrimonio con Enrico Eugenio Antonio Marone Cinzano (conde Marone-Cinzano); con descendencia.
- Juan (Juan Carlos Teresa Silvestre Alfonso) (1913-1993), infante de España y conde de Barcelona, pretendiente al trono desde la muerte de su padre en 1941 (teniendo en cuenta sendas renuncias dinásticas de sus hermanos mayores) hasta 1977, cuando cedió sus derechos a su hijo Juan Carlos, cuando aquel ya era rey de España. Don Juan contrajo matrimonio con su prima, la princesa María de las Mercedes de Borbón y Orleans (1910-2000), y fueron padres de cuatro hijos: la infanta Pilar (1936-2020), Juan Carlos I de España (n. 1938, rey de España de 1975 a 2014), la infanta Margarita (n. 1939) y el infante Alfonso (1941-1956).
- Gonzalo (Gonzalo Manuel María Bernardo) (1914-1934), infante de España, nacido hemofílico. Falleció sin descendencia.

El rey tuvo también cinco hijos extramatrimoniales:
- Con la aristócrata francesa Mélanie de Gaufridy de Dortan tuvo a Roger Leveque de Vilmorin (1905-1980);[57][58]·[59]
- Con la actriz española Carmen Ruiz Moragas tuvo dos hijos a los que nunca reconoció oficialmente: María Teresa Ruiz Moragas (1925-1965) y Leandro Alfonso Ruiz Moragas (1929-2016), autorizado por la justicia española a usar el apellido Borbón el 21 de mayo de 2003 como «Leandro Alfonso de Borbón Ruiz».
- Alfonso XIII tuvo también dos hijas habidas de dos de las institutrices de sus hijos. La primera, cuyo nombre se desconoce, fue abandonada en un convento madrileño. La segunda, Juana Alfonsa Milán y Quiñones de León (primer apellido adoptado por ser su padre duque de Milán y segundo por el embajador de España en Francia) (1916-2005), habida de Beatrice Noon, nanny irlandesa[60] traída expresamente a España por su suegra, la princesa Beatriz del Reino Unido.

## Títulos, órdenes y empleos

### Orden dinástica
- XIX Gran Maestre y Caballero de la Orden del Toisón de Oro.[61] (17/05/1886 - 15/01/1941).

#### Españolas
- Gran Maestre y Caballero del Collar de la Orden de Carlos III.[62] (1886-1941)
- Gran Maestre de la Orden de Isabel la Católica.[63] (1886-1941)
- Gran Maestre y Caballero de la Orden de Santiago. (1886-1941)
- Gran Maestre y Caballero de la Orden de Alcántara. (1886-1941)
- Gran Maestre y Caballero de la Orden de Calatrava. (1886-1941)
- Gran Maestre y Caballero de la Orden de Montesa. (1886-1941)
- Hermano Mayor Reales Maestranzas de Caballería de Granada, Ronda, Sevilla, Valencia y Zaragoza.

#### Extranjeras
- Caballero de la Real Orden de los Serafines (Suecia, 28/05/1888).[64]
- Caballero de la Suprema Orden de la Santísima Anunciación.[61] (Italia).
- Caballero de la Orden del Águila Negra.[61] (Prusia, imperio alemán).
- Caballero Gran Cruz de la Orden de la Legión de Honor (Francia).
- Caballero de la Nobilísma Orden de la Jarretera.[65] (Reino Unido de Gran Bretaña e Irlanda).
- Caballero Gran Collar de la Suprema Orden del Crisantemo (Japón).
- Caballero de la Orden del Elefante.[61] (Dinamarca)
- Caballero de la Orden de San Huberto.[61][66] (Baviera) (1904)
- Caballero de la Orden de la Corona de Ruda.[61] (Sajonia)
- Bailío Gran Cruz de Honor de la Orden de San Juan vulgo de Malta.[61][67] (Orden de Malta) (1898)
- Gran Cruz de la Orden del Sol. (Perú) (1923)
- Caballero  de la Orden del Espíritu Santo.[68][69]
- Caballero de la Orden de San Miguel.[68][69]

### Empleos

#### Honoríficos
- 1909: presidente de honor del Recreativo de Huelva.
- 1921: hermano mayor honorario de la Hermandad de Pasión (Huelva).

##### Extranjeros
- 1908: coronel honorario del Regimiento de Húsares n.º 7 Olviopol del Ejército imperial ruso.[70][71] (Imperio ruso)

## Nombramientos en homenaje

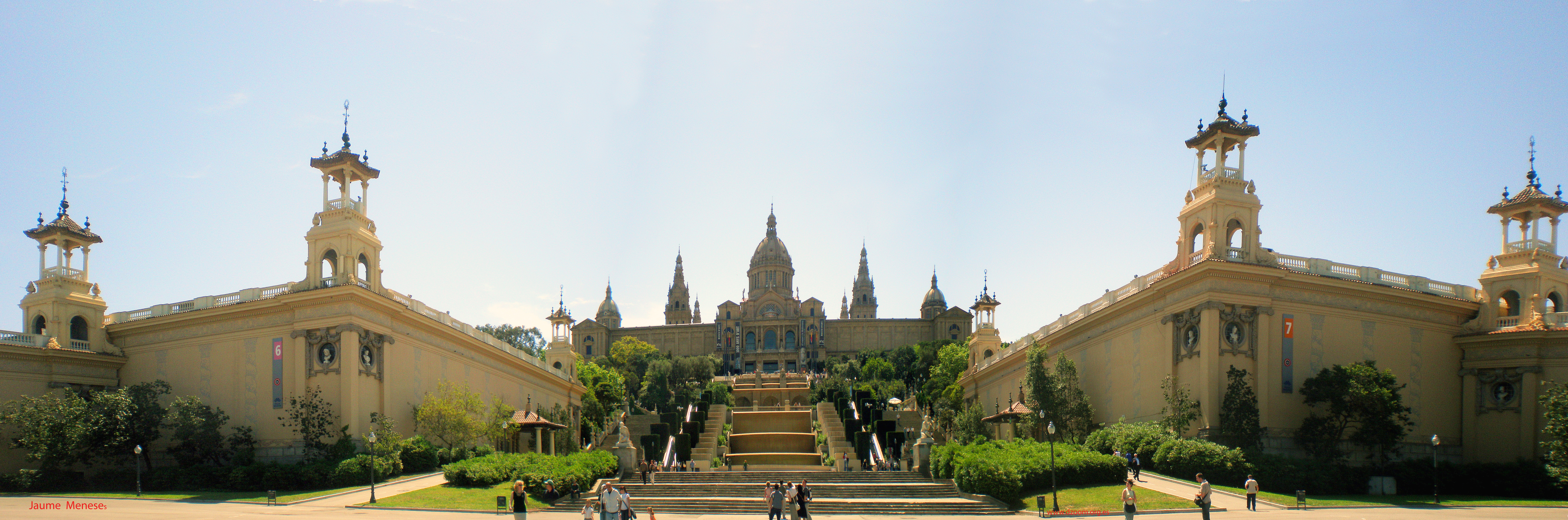
Los Palacios de Alfonso XIII y Victoria Eugenia en Barcelona.

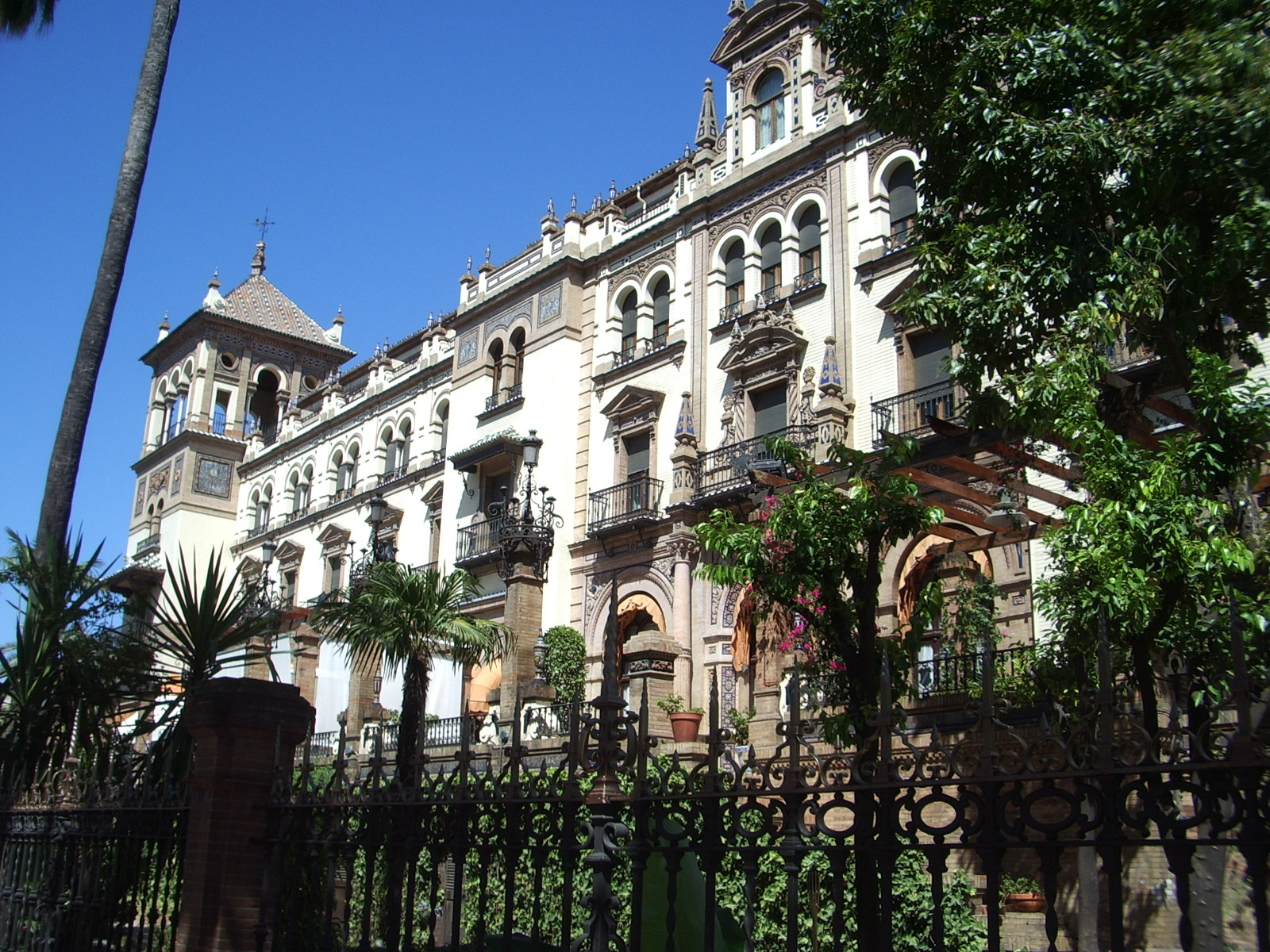
El Hotel Alfonso XIII en Sevilla.

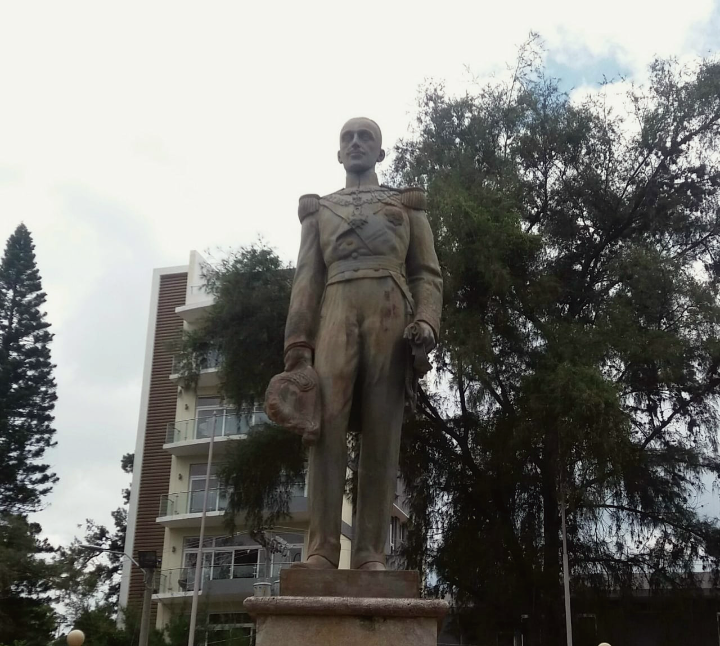
Estatua del rey Alfonso XIII en el Parque Alfonso XIII en Tegucigalpa, Honduras que conmemora el Laudo Alfonso XIII entre Honduras y Nicaragua.

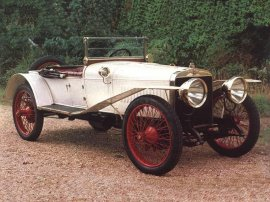
El automóvil deportivo Hispano-Suiza Alfonso XIII, fabricado entre 1911 y 1914.

### Buques
- Alfonso XIII (1896)
- Alfonso XIII (1915)

### Lugares e instituciones
- Costa Rica:
  - Aserrí, San José. Alfonso XIII pequeño barrio y antigua pulpería
- España:
  - Barcelona: palacios de Alfonso XIII y Victoria Eugenia
  - Huesca: refugio Alfonso XIII
  - La Coruña: plaza Alfonso XIII
  - Lérida: túnel de Viella-Alfonso XIII
  - Madrid: 
    - Estación de Alfonso XIII del Metro de Madrid
    - Instituto Alfonso XIII
    - Real Jardín Botánico Alfonso XIII

  - Melilla: 
    - Fortín de Alfonso XIII
    - Grupo de Escuelas Mixtas Alfonso XIII

  - Murcia: embalse Alfonso XIII
  - Ondárroa: pasarela giratoria Alfonso XIII
  - Poblado de Alfonso XIII
  - Santander: plaza Alfonso XIII
  - Sevilla:
    - Hotel Alfonso XIII
    - Puente de Alfonso XIII

  - Vitoria: plaza de España (antiguamente la plaza Alfonso XIII)
  - Numerosas avenidas, calles, monumentos y plazas en homenaje a Alfonso XIII de diversas ciudades del país.
- Filipinas: 
  - Quezón: Alfonso XIII de La Paragua
- Honduras: 
  - Tegucigalpa: Parque Alfonso XIII
- México:
  - Ciudad de México: Barrio Alfonso XIII y Parque Alfonso XIII en Álvaro Obregón

### Otros
- Brigada «Rey Alfonso XIII» II de La Legión
- Hispano-Suiza Alfonso XIII, automóvil
- Laudo Alfonso XIII, juicio arbitral entre Honduras y Nicaragua
- Medalla del Homenaje de los Ayuntamientos a los reyes Alfonso XIII y Victoria Eugenia

### Concesiones
El monarca otorgó a varios clubes de fútbol de España el título de 'Real', como reconocimiento por sus méritos deportivos y su relevancia en la época. Estos fueron:[cita requerida]
1. Real Sociedad (1910)
2. Real Jaén CF (1913)
3. Real Betis Balompié (1914)
4. Real Club Deportivo de La Coruña (1914)
5. Real Unión de Irún (1915)
6. Real Mallorca (1916)
7. Real Murcia CF (1919)
8. Real Madrid CF (29 de junio de 1920)
9. Real Club Celta de Vigo (1923)
10. Real Zaragoza (1923)
11. Real Sporting de Gijón (1925)
12. Real Oviedo (1926)
13. Real Valladolid (1928)

## Títulos y tratamientos
| ● 17 de mayo de 1886-18 de julio de 1931: | Su majestad el rey de España |

## Ancestros
Alfonso XIII es un raro ejemplo de endogamia. En la undécima generación tiene sólo 111 antepasados diferentes, mientras que en una situación estándar se espera identificar 1024. Aquí estamos con una situación de implexo del 89 %.
| \| \| \| \| \| \| \| \| \| \| \| \| \| \| \| \| \| \| \| \| 16. Carlos IV de España \| \| \| \| \| \| \| \| \| \| \| \| \| \| \| \| \| \| \| \| \| \| \| \| \| \| \| \| \| \| \| \| \| \| \| \| \| \| \| \| \| \| \| \| \| \| \| \| \| \| \| \| \| \| 8. Francisco de Paula de Borbón \| \| \| \| \| \| \| \| \| \| \| \| \| \| \| \| \| \| \| \| \| \| \| \| \| \| \| \| \| \| \| \| \| \| \| \| \| \| \| \| \| \| \| \| \| \| \| \| \| \| \| \| \| \| 17. María Luisa de Parma \| \| \| \| \| \| \| \| \| \| \| \| \| \| \| \| \| \| \| \| \| \| \| \| \| \| \| \| \| \| \| \| \| \| \| \| \| \| \| \| \| \| \| \| \| \| \| \| \| \| \| \| \| \| 4. Francisco de Asís de Borbón \| \| \| \| \| \| \| \| \| \| \| \| \| \| \| \| \| \| \| \| \| \| \| \| \| \| \| \| \| \| \| \| \| \| \| \| \| \| \| \| \| \| \| \| \| \| \| \| \| \| \| \| \| \| 18. Francisco I de las Dos Sicilias \| \| \| \| \| \| \| \| \| \| \| \| \| \| \| \| \| \| \| \| \| \| \| \| \| \| \| \| \| \| \| \| \| \| \| \| \| \| \| \| \| \| \| \| \| \| \| \| \| \| \| \| \| \| 9. Luisa Carlota de Borbón-Dos Sicilias \| \| \| \| \| \| \| \| \| \| \| \| \| \| \| \| \| \| \| \| \| \| \| \| \| \| \| \| \| \| \| \| \| \| \| \| \| \| \| \| \| \| \| \| \| \| \| \| \| \| \| \| \| \| 19. María Isabel de Borbón \| \| \| \| \| \| \| \| \| \| \| \| \| \| \| \| \| \| \| \| \| \| \| \| \| \| \| \| \| \| \| \| \| \| \| \| \| \| \| \| \| \| \| \| \| \| \| \| \| \| \| \| \| \| 2. Alfonso XII de España \| \| \| \| \| \| \| \| \| \| \| \| \| \| \| \| \| \| \| \| \| \| \| \| \| \| \| \| \| \| \| \| \| \| \| \| \| \| \| \| \| \| \| \| \| \| \| \| \| \| \| \| \| \| 20. Carlos IV de España (= 16) \| \| \| \| \| \| \| \| \| \| \| \| \| \| \| \| \| \| \| \| \| \| \| \| \| \| \| \| \| \| \| \| \| \| \| \| \| \| \| \| \| \| \| \| \| \| \| \| \| \| \| \| \| \| 10. Fernando VII de España \| \| \| \| \| \| \| \| \| \| \| \| \| \| \| \| \| \| \| \| \| \| \| \| \| \| \| \| \| \| \| \| \| \| \| \| \| \| \| \| \| \| \| \| \| \| \| \| \| \| \| \| \| \| 21. María Luisa de Parma (= 17) \| \| \| \| \| \| \| \| \| \| \| \| \| \| \| \| \| \| \| \| \| \| \| \| \| \| \| \| \| \| \| \| \| \| \| \| \| \| \| \| \| \| \| \| \| \| \| \| \| \| \| \| \| \| 5. Isabel II de España \| \| \| \| \| \| \| \| \| \| \| \| \| \| \| \| \| \| \| \| \| \| \| \| \| \| \| \| \| \| \| \| \| \| \| \| \| \| \| \| \| \| \| \| \| \| \| \| \| \| \| \| \| \| 22. Francisco I de las Dos Sicilias (= 18) \| \| \| \| \| \| \| \| \| \| \| \| \| \| \| \| \| \| \| \| \| \| \| \| \| \| \| \| \| \| \| \| \| \| \| \| \| \| \| \| \| \| \| \| \| \| \| \| \| \| \| \| \| \| 11. María Cristina de Borbón-Dos Sicilias \| \| \| \| \| \| \| \| \| \| \| \| \| \| \| \| \| \| \| \| \| \| \| \| \| \| \| \| \| \| \| \| \| \| \| \| \| \| \| \| \| \| \| \| \| \| \| \| \| \| \| \| \| \| 23. María Isabel de Borbón (= 19) \| \| \| \| \| \| \| \| \| \| \| \| \| \| \| \| \| \| \| \| \| \| \| \| \| \| \| \| \| \| \| \| \| \| \| \| \| \| \| \| \| \| \| \| \| \| \| \| \| \| \| \| \| \| 1. Alfonso XIII de España \| \| \| \| \| \| \| \| \| \| \| \| \| \| \| \| \| \| \| \| \| \| \| \| \| \| \| \| \| \| \| \| \| \| \| \| \| \| \| \| \| \| \| \| \| \| \| \| \| \| \| \| \| \| 24. Leopoldo II de Austria \| \| \| \| \| \| \| \| \| \| \| \| \| \| \| \| \| \| \| \| \| \| \| \| \| \| \| \| \| \| \| \| \| \| \| \| \| \| \| \| \| \| \| \| \| \| \| \| \| \| \| \| \| \| 12. Carlos Luis de Austria \| \| \| \| \| \| \| \| \| \| \| \| \| \| \| \| \| \| \| \| \| \| \| \| \| \| \| \| \| \| \| \| \| \| \| \| \| \| \| \| \| \| \| \| \| \| \| \| \| \| \| \| \| \| 25. María Luisa de Borbón \| \| \| \| \| \| \| \| \| \| \| \| \| \| \| \| \| \| \| \| \| \| \| \| \| \| \| \| \| \| \| \| \| \| \| \| \| \| \| \| \| \| \| \| \| \| \| \| \| \| \| \| \| \| 6. Carlos Fernando de Austria \| \| \| \| \| \| \| \| \| \| \| \| \| \| \| \| \| \| \| \| \| \| \| \| \| \| \| \| \| \| \| \| \| \| \| \| \| \| \| \| \| \| \| \| \| \| \| \| \| \| \| \| \| \| 26. Federico Guillermo de Nassau-Weilburg \| \| \| \| \| \| \| \| \| \| \| \| \| \| \| \| \| \| \| \| \| \| \| \| \| \| \| \| \| \| \| \| \| \| \| \| \| \| \| \| \| \| \| \| \| \| \| \| \| \| \| \| \| \| 13. Enriqueta de Nassau-Weilburg \| \| \| \| \| \| \| \| \| \| \| \| \| \| \| \| \| \| \| \| \| \| \| \| \| \| \| \| \| \| \| \| \| \| \| \| \| \| \| \| \| \| \| \| \| \| \| \| \| \| \| \| \| \| 27. Luisa Isabel, condesa de Sayn-Wittgenstein-Hachenburg \| \| \| \| \| \| \| \| \| \| \| \| \| \| \| \| \| \| \| \| \| \| \| \| \| \| \| \| \| \| \| \| \| \| \| \| \| \| \| \| \| \| \| \| \| \| \| \| \| \| \| \| \| \| 3. María Cristina de Habsburgo-Lorena \| \| \| \| \| \| \| \| \| \| \| \| \| \| \| \| \| \| \| \| \| \| \| \| \| \| \| \| \| \| \| \| \| \| \| \| \| \| \| \| \| \| \| \| \| \| \| \| \| \| \| \| \| \| 28. Leopoldo II de Austria (= 24) \| \| \| \| \| \| \| \| \| \| \| \| \| \| \| \| \| \| \| \| \| \| \| \| \| \| \| \| \| \| \| \| \| \| \| \| \| \| \| \| \| \| \| \| \| \| \| \| \| \| \| \| \| \| 14. José Antonio de Austria \| \| \| \| \| \| \| \| \| \| \| \| \| \| \| \| \| \| \| \| \| \| \| \| \| \| \| \| \| \| \| \| \| \| \| \| \| \| \| \| \| \| \| \| \| \| \| \| \| \| \| \| \| \| 29. María Luisa de Borbón (= 25) \| \| \| \| \| \| \| \| \| \| \| \| \| \| \| \| \| \| \| \| \| \| \| \| \| \| \| \| \| \| \| \| \| \| \| \| \| \| \| \| \| \| \| \| \| \| \| \| \| \| \| \| \| \| 7. Isabel Francisca de Austria \| \| \| \| \| \| \| \| \| \| \| \| \| \| \| \| \| \| \| \| \| \| \| \| \| \| \| \| \| \| \| \| \| \| \| \| \| \| \| \| \| \| \| \| \| \| \| \| \| \| \| \| \| \| 30. Luis Federico de Wurtemberg \| \| \| \| \| \| \| \| \| \| \| \| \| \| \| \| \| \| \| \| \| \| \| \| \| \| \| \| \| \| \| \| \| \| \| \| \| \| \| \| \| \| \| \| \| \| \| \| \| \| \| \| \| \| 15. María Dorotea de Wurtemberg \| \| \| \| \| \| \| \| \| \| \| \| \| \| \| \| \| \| \| \| \| \| \| \| \| \| \| \| \| \| \| \| \| \| \| \| \| \| \| \| \| \| \| \| \| \| \| \| \| \| \| \| \| \| 31. Enriqueta de Nassau-Weilburg \| \| \| \| \| \| \| \| \| \| \| \| \| \| \| \| \| \| \| \| \| \| \| \| \| \| \| \| \| \| \| \| \| \| \| \| \| \| \| \| \| \| \| \| \| \| \| \| \| \| \| \| |                                                           |  |  |  |  |  |  |  |  |  |  |  |  |  |  |  |
| |                                                           |  |  |  |  |  |  |  |  |  |  |  |  |  |  |  |
| | 16. Carlos IV de España                                   |  |  |  |  |  |  |  |  |  |  |  |  |  |  |  |
| |                                                           |  |  |  |  |  |  |  |  |  |  |  |  |  |  |  |
| |                                                           |  |  |  |  |  |  |  |  |  |  |  |  |  |  |  |
| | 8. Francisco de Paula de Borbón                           |  |  |  |  |  |  |  |  |  |  |  |  |  |  |  |
| |                                                           |  |  |  |  |  |  |  |  |  |  |  |  |  |  |  |
| |                                                           |  |  |  |  |  |  |  |  |  |  |  |  |  |  |  |
| | 17. María Luisa de Parma                                  |  |  |  |  |  |  |  |  |  |  |  |  |  |  |  |
| |                                                           |  |  |  |  |  |  |  |  |  |  |  |  |  |  |  |
| |                                                           |  |  |  |  |  |  |  |  |  |  |  |  |  |  |  |
| | 4. Francisco de Asís de Borbón                            |  |  |  |  |  |  |  |  |  |  |  |  |  |  |  |
| |                                                           |  |  |  |  |  |  |  |  |  |  |  |  |  |  |  |
| |                                                           |  |  |  |  |  |  |  |  |  |  |  |  |  |  |  |
| | 18. Francisco I de las Dos Sicilias                       |  |  |  |  |  |  |  |  |  |  |  |  |  |  |  |
| |                                                           |  |  |  |  |  |  |  |  |  |  |  |  |  |  |  |
| |                                                           |  |  |  |  |  |  |  |  |  |  |  |  |  |  |  |
| | 9. Luisa Carlota de Borbón-Dos Sicilias                   |  |  |  |  |  |  |  |  |  |  |  |  |  |  |  |
| |                                                           |  |  |  |  |  |  |  |  |  |  |  |  |  |  |  |
| |                                                           |  |  |  |  |  |  |  |  |  |  |  |  |  |  |  |
| | 19. María Isabel de Borbón                                |  |  |  |  |  |  |  |  |  |  |  |  |  |  |  |
| |                                                           |  |  |  |  |  |  |  |  |  |  |  |  |  |  |  |
| |                                                           |  |  |  |  |  |  |  |  |  |  |  |  |  |  |  |
| | 2. Alfonso XII de España                                  |  |  |  |  |  |  |  |  |  |  |  |  |  |  |  |
| |                                                           |  |  |  |  |  |  |  |  |  |  |  |  |  |  |  |
| |                                                           |  |  |  |  |  |  |  |  |  |  |  |  |  |  |  |
| | 20. Carlos IV de España (= 16)                            |  |  |  |  |  |  |  |  |  |  |  |  |  |  |  |
| |                                                           |  |  |  |  |  |  |  |  |  |  |  |  |  |  |  |
| |                                                           |  |  |  |  |  |  |  |  |  |  |  |  |  |  |  |
| | 10. Fernando VII de España                                |  |  |  |  |  |  |  |  |  |  |  |  |  |  |  |
| |                                                           |  |  |  |  |  |  |  |  |  |  |  |  |  |  |  |
| |                                                           |  |  |  |  |  |  |  |  |  |  |  |  |  |  |  |
| | 21. María Luisa de Parma (= 17)                           |  |  |  |  |  |  |  |  |  |  |  |  |  |  |  |
| |                                                           |  |  |  |  |  |  |  |  |  |  |  |  |  |  |  |
| |                                                           |  |  |  |  |  |  |  |  |  |  |  |  |  |  |  |
| | 5. Isabel II de España                                    |  |  |  |  |  |  |  |  |  |  |  |  |  |  |  |
| |                                                           |  |  |  |  |  |  |  |  |  |  |  |  |  |  |  |
| |                                                           |  |  |  |  |  |  |  |  |  |  |  |  |  |  |  |
| | 22. Francisco I de las Dos Sicilias (= 18)                |  |  |  |  |  |  |  |  |  |  |  |  |  |  |  |
| |                                                           |  |  |  |  |  |  |  |  |  |  |  |  |  |  |  |
| |                                                           |  |  |  |  |  |  |  |  |  |  |  |  |  |  |  |
| | 11. María Cristina de Borbón-Dos Sicilias                 |  |  |  |  |  |  |  |  |  |  |  |  |  |  |  |
| |                                                           |  |  |  |  |  |  |  |  |  |  |  |  |  |  |  |
| |                                                           |  |  |  |  |  |  |  |  |  |  |  |  |  |  |  |
| | 23. María Isabel de Borbón (= 19)                         |  |  |  |  |  |  |  |  |  |  |  |  |  |  |  |
| |                                                           |  |  |  |  |  |  |  |  |  |  |  |  |  |  |  |
| |                                                           |  |  |  |  |  |  |  |  |  |  |  |  |  |  |  |
| | 1. Alfonso XIII de España                                 |  |  |  |  |  |  |  |  |  |  |  |  |  |  |  |
| |                                                           |  |  |  |  |  |  |  |  |  |  |  |  |  |  |  |
| |                                                           |  |  |  |  |  |  |  |  |  |  |  |  |  |  |  |
| | 24. Leopoldo II de Austria                                |  |  |  |  |  |  |  |  |  |  |  |  |  |  |  |
| |                                                           |  |  |  |  |  |  |  |  |  |  |  |  |  |  |  |
| |                                                           |  |  |  |  |  |  |  |  |  |  |  |  |  |  |  |
| | 12. Carlos Luis de Austria                                |  |  |  |  |  |  |  |  |  |  |  |  |  |  |  |
| |                                                           |  |  |  |  |  |  |  |  |  |  |  |  |  |  |  |
| |                                                           |  |  |  |  |  |  |  |  |  |  |  |  |  |  |  |
| | 25. María Luisa de Borbón                                 |  |  |  |  |  |  |  |  |  |  |  |  |  |  |  |
| |                                                           |  |  |  |  |  |  |  |  |  |  |  |  |  |  |  |
| |                                                           |  |  |  |  |  |  |  |  |  |  |  |  |  |  |  |
| | 6. Carlos Fernando de Austria                             |  |  |  |  |  |  |  |  |  |  |  |  |  |  |  |
| |                                                           |  |  |  |  |  |  |  |  |  |  |  |  |  |  |  |
| |                                                           |  |  |  |  |  |  |  |  |  |  |  |  |  |  |  |
| | 26. Federico Guillermo de Nassau-Weilburg                 |  |  |  |  |  |  |  |  |  |  |  |  |  |  |  |
| |                                                           |  |  |  |  |  |  |  |  |  |  |  |  |  |  |  |
| |                                                           |  |  |  |  |  |  |  |  |  |  |  |  |  |  |  |
| | 13. Enriqueta de Nassau-Weilburg                          |  |  |  |  |  |  |  |  |  |  |  |  |  |  |  |
| |                                                           |  |  |  |  |  |  |  |  |  |  |  |  |  |  |  |
| |                                                           |  |  |  |  |  |  |  |  |  |  |  |  |  |  |  |
| | 27. Luisa Isabel, condesa de Sayn-Wittgenstein-Hachenburg |  |  |  |  |  |  |  |  |  |  |  |  |  |  |  |
| |                                                           |  |  |  |  |  |  |  |  |  |  |  |  |  |  |  |
| |                                                           |  |  |  |  |  |  |  |  |  |  |  |  |  |  |  |
| | 3. María Cristina de Habsburgo-Lorena                     |  |  |  |  |  |  |  |  |  |  |  |  |  |  |  |
| |                                                           |  |  |  |  |  |  |  |  |  |  |  |  |  |  |  |
| |                                                           |  |  |  |  |  |  |  |  |  |  |  |  |  |  |  |
| | 28. Leopoldo II de Austria (= 24)                         |  |  |  |  |  |  |  |  |  |  |  |  |  |  |  |
| |                                                           |  |  |  |  |  |  |  |  |  |  |  |  |  |  |  |
| |                                                           |  |  |  |  |  |  |  |  |  |  |  |  |  |  |  |
| | 14. José Antonio de Austria                               |  |  |  |  |  |  |  |  |  |  |  |  |  |  |  |
| |                                                           |  |  |  |  |  |  |  |  |  |  |  |  |  |  |  |
| |                                                           |  |  |  |  |  |  |  |  |  |  |  |  |  |  |  |
| | 29. María Luisa de Borbón (= 25)                          |  |  |  |  |  |  |  |  |  |  |  |  |  |  |  |
| |                                                           |  |  |  |  |  |  |  |  |  |  |  |  |  |  |  |
| |                                                           |  |  |  |  |  |  |  |  |  |  |  |  |  |  |  |
| | 7. Isabel Francisca de Austria                            |  |  |  |  |  |  |  |  |  |  |  |  |  |  |  |
| |                                                           |  |  |  |  |  |  |  |  |  |  |  |  |  |  |  |
| |                                                           |  |  |  |  |  |  |  |  |  |  |  |  |  |  |  |
| | 30. Luis Federico de Wurtemberg                           |  |  |  |  |  |  |  |  |  |  |  |  |  |  |  |
| |                                                           |  |  |  |  |  |  |  |  |  |  |  |  |  |  |  |
| |                                                           |  |  |  |  |  |  |  |  |  |  |  |  |  |  |  |
| | 15. María Dorotea de Wurtemberg                           |  |  |  |  |  |  |  |  |  |  |  |  |  |  |  |
| |                                                           |  |  |  |  |  |  |  |  |  |  |  |  |  |  |  |
| |                                                           |  |  |  |  |  |  |  |  |  |  |  |  |  |  |  |
| | 31. Enriqueta de Nassau-Weilburg                          |  |  |  |  |  |  |  |  |  |  |  |  |  |  |  |
| |                                                           |  |  |  |  |  |  |  |  |  |  |  |  |  |  |  |
| |                                                           |  |  |  |  |  |  |  |  |  |  |  |  |  |  |  |

## Sucesión
| Predecesor: Alfonso XII                  | Rey de España 1886-1931                                                 | Sucesor: Niceto Alcalá-Zamora Presidente del Gobierno Provisional de la República |
| Predecesor: Él mismo (como rey reinante) | Rey titular de España 1931-1941                                         | Sucesor: Juan III                                                                 |
| Predecesor: Carlos XII                   | Pretendiente legitimista al trono de Francia (como Alfonso I) 1936-1941 | Sucesor: Enrique VI                                                               |